# Sportjahr 2019
Liste der Sportjahre

◄◄ | ◄ | 2015 | 2016 | 2017 | 2018 | Sportjahr 2019 | 2020 | 2021 | 2022 | 2023 | ►

Weitere Ereignisse

## American Football
- 3. Februar: Die New England Patriots gewinnen Super Bowl LIII in Atlanta, Georgia, gegen die Los Angeles Rams mit 13:3.
- 27. Juli: Die Swarco Raiders Tirol gewinnen Austrian Bowl XXXV gegen die Dacia Vikings Vienna mit 42:34.
- 12. Oktober: Die New Yorker Lions gewinnen German Bowl XLI in der Commerzbank-Arena, Frankfurt am Main, gegen die Schwäbisch Hall Unicorns mit 10:7.

## Badminton
Höhepunkte des Badmintonjahres 2019 waren der Sudirman Cup und die Weltmeisterschaften. Bei Multisportveranstaltungen stand Badminton bei den Afrikaspielen, den Europaspielen, den Pazifikspielen, den Panamerikaspielen, den Südostasienspielen und den Südasienspielen im Programm.

### BWF World Tour 1000, 750 und 500
| Veranstaltung         | Report            | Herreneinzel      | Dameneinzel       | Herrendoppel                                   | Damendoppel                      | Mixed                                          |
| World Tour Finals     | World Tour Finals | World Tour Finals | World Tour Finals | World Tour Finals                              | World Tour Finals                | World Tour Finals                              |
| --------------------- | ----------------- | ----------------- | ----------------- | ---------------------------------------------- | -------------------------------- | ---------------------------------------------- |
| BWF World Tour Finals | Report            | Kento Momota      | Chen Yufei        | Mohammad Ahsan Hendra Setiawan                 | Chen Qingchen Jia Yifan          | Zheng Siwei Huang Yaqiong                      |
| Super 1000            |                   |                   |                   |                                                |                                  |                                                |
| All England           | Report            | Kento Momota      | Chen Yufei        | Mohammad Ahsan Hendra Setiawan                 | Chen Qingchen Jia Yifan          | Zheng Siwei Huang Yaqiong                      |
| Indonesia Open        | Report            | Chou Tien-chen    | Akane Yamaguchi   | Markus Fernaldi Gideon Kevin Sanjaya Sukamuljo | Yuki Fukushima Sayaka Hirota     | Zheng Siwei Huang Yaqiong                      |
| China Open            | Report            | Kento Momota      | Carolina Marín    | Markus Fernaldi Gideon Kevin Sanjaya Sukamuljo | Chen Qingchen Jia Yifan          | Zheng Siwei Huang Yaqiong                      |
| Super 750             |                   |                   |                   |                                                |                                  |                                                |
| Malaysia Open         | Report            | Lin Dan           | Tai Tzu-ying      | Li Junhui Liu Yuchen                           | Chen Qingchen Jia Yifan          | Zheng Siwei Huang Yaqiong                      |
| Japan Open            | Report            | Kento Momota      | Akane Yamaguchi   | Markus Fernaldi Gideon Kevin Sanjaya Sukamuljo | Kim So-young Kong Hee-yong       | Wang Yilu Huang Dongping                       |
| Denmark Open          | Report            | Kento Momota      | Tai Tzu-ying      | Markus Fernaldi Gideon Kevin Sanjaya Sukamuljo | Baek Ha-na Jung Kyung-eun        | Praveen Jordan Melati Daeva Oktavianti         |
| French Open           | Report            | Chen Long         | An Se-young       | Markus Fernaldi Gideon Kevin Sanjaya Sukamuljo | Lee So-hee Shin Seung-chan       | Praveen Jordan Melati Daeva Oktavianti         |
| Fuzhou China Open     | Report            | Kento Momota      | Chen Yufei        | Markus Fernaldi Gideon Kevin Sanjaya Sukamuljo | Yuki Fukushima Sayaka Hirota     | Wang Yilu Huang Dongping                       |
| Super 500             |                   |                   |                   |                                                |                                  |                                                |
| Malaysia Masters      | Report            | Son Wan-ho        | Ratchanok Intanon | Markus Fernaldi Gideon Kevin Sanjaya Sukamuljo | Yuki Fukushima Sayaka Hirota     | Yuta Watanabe Arisa Higashino                  |
| Indonesian Masters    | Report            | Anders Antonsen   | Saina Nehwal      | Markus Fernaldi Gideon Kevin Sanjaya Sukamuljo | Misaki Matsutomo Ayaka Takahashi | Zheng Siwei Huang Yaqiong                      |
| India Open            | Report            | Viktor Axelsen    | Ratchanok Intanon | Lee Yang Wang Chi-lin                          | Greysia Polii Apriyani Rahayu    | Wang Yilu Huang Dongping                       |
| Singapore Open        | Report            | Kento Momota      | Tai Tzu-ying      | Takeshi Kamura Keigo Sonoda                    | Mayu Matsumoto Wakana Nagahara   | Dechapol Puavaranukroh Sapsiree Taerattanachai |
| Thailand Open         | Report            | Chou Tien-chen    | Chen Yufei        | Satwiksairaj Rankireddy Chirag Shetty          | Shiho Tanaka Koharu Yonemoto     | Wang Yilu Huang Dongping                       |
| Korea Open            | Report            | Kento Momota      | He Bingjiao       | Fajar Alfian Muhammad Rian Ardianto            | Kim So-young Kong Hee-yong       | Dechapol Puavaranukroh Sapsiree Taerattanachai |
| Hong Kong Open        | Report            | Lee Cheuk Yiu     | Chen Yufei        | Choi Sol-gyu Seo Seung-jae                     | Chen Qingchen Jia Yifan          | Yuta Watanabe Arisa Higashino                  |

## Baseball
- 22. Oktober–30. Oktober: Die Washington Nationals gewinnen die World Series 2019 mit 4:3 Siegen gegen die Houston Astros.

## Basketball
- Kawhi Leonard gewinnt mit den Toronto Raptors in den NBA Finals 2019 gegen die Golden State Warriors seine erste NBA-Meisterschaft
- FC Bayern München wird deutscher Meister der Saison 2018/19. Sie waren zudem Meister der regulären Saison.
- 7. Juli – Bei der Basketball-EM der Damen in Serbien und Lettland gewinnt Spanien im Finale gegen Frankreich mit 86:66.
- 15. September – Weltmeister der Herren wird in Peking Spanien durch ein 95:75 über Argentinien.

## Cricket
- 30. Mai bis 14. Juli: Cricket World Cup 2019 in England und Wales

## Fußball

### Fußball-Weltmeisterschaft
Vom 7. Juni bis 7. Juli wurde die 8. Fußball-Weltmeisterschaft der Frauen in Frankreich ausgetragen. Weltmeisterinnen wurden die USA.

### Copa América
Vom 14. Juni bis 7. Juli wurde die 46. Copa América in Brasilien ausgetragen. Sieger wurde ebenfalls Brasilien.

### Fußball-Afrikameisterschaft
Vom 21. Juni bis 19. Juli wird der 32. Afrika-Cup ausgetragen. Für den vom CAF ausgerichteten Wettbewerb hatten sich 24 Nationen qualifiziert. Diesjähriger Gastgeber ist Ägypten. Das Finale findet am 19. Juli in der Landeshauptstadt Kairo statt.

### Nationale Meisterschaften
- Brasilien: Sieger der der Saison 2019 der Campeonato Brasileiro Série A wird Flamengo. Torschützenkönig mit 25 Toren wird Gabriel Barbosa (Flamengo Rio de Janeiro, Brasilien).
- Deutschland: FC Bayern München wird in der Saison 2018/19 Deutscher Meister vor Borussia Dortmund. Torschützenkönig mit 22 Toren wird Robert Lewandowski (FC Bayern München, Polen).
- Deutschland (Frauen): VfL Wolfsburg wird in der Saison 2018/19 Deutscher Meister der Frauen vor FC Bayern München. Torschützenkönigin mit 24 Toren wird Ewa Pajor (VfL Wolfsburg, Polen).
- England: Sieger der Premier-League-Saison 2018/19 wird Manchester City. Vizemeister wird der FC Liverpool. Torschützenkönige mit 22 Toren werden Mohamed Salah (FC Liverpool, Ägypten), Pierre-Emerick Aubameyang (FC Arsenal, Gabun) und Sadio Mané (FC Liverpool, Senegal).
- England (Frauen): Sieger der FA Women’s Super League 2018/19 wird Arsenal Women FC vor Manchester City W.F.C. Torschützenkönigin mit 22 Toren wird Vivianne Miedema (Arsenal WFC, Niederlande).
- Frankreich: Meister der französischen Division 1 wird Paris Saint-Germain. Torschützenkönig mit 33 Toren wird Kylian Mbappé (Paris Saint-Germain, Frankreich).
- Frankreich (Frauen): Meister der französischen Division 1 Féminine wird Olympique Lyon vor Paris Saint-Germain. Torschützenkönigin mit 22 Toren wird Marie-Antoinette Katoto (Paris Saint-Germain, Frankreich).
- Italien: Sieger der Serie-A-Saison 2018/19 wird der Juventus Turin. Vizemeister wird SSC Neapel. Torschützenkönig mit 33 Toren wird Fabio Quagliarella (Sampdoria Genua, Italien).
- Österreich: FC Red Bull Salzburg wird österreichischer Fußballmeister.
- Polen: Sieger der Ekstraklasa-Saison 2018/19 wird Piast Gliwice Torschützenkönig mit 24 Toren wird Igor Angulo (Górnik Zabrze, Spanien).
- Portugal: Benfica Lissabon gewinnt die Meisterschaft vor Titelverteidiger FC Porto. Torschützenkönig mit 23 Toren wird Haris Seferović (Benfica Lissabon, Schweiz).
- Schweiz: Die BSC Young Boys wird Sieger der 122. Schweizer Meisterschaft.
- Spanien: Der FC Barcelona sichert sich die spanische Meisterschaft vor Atlético Madrid. Torschützenkönig mit 36 Toren wird Lionel Messi (FC Barcelona, Argentinien).
- Spanien (Frauen): Atlético Madrid wird in der Saison 2018/19 Spanischer Meister der Frauen vor dem FC Barcelona.
- Tschechien: Sieger der Fortuna Liga-Saison 2018/19 wird Slavia Prag vor Viktoria Pilsen. Torschützenkönig mit 29 Toren wird Nikolai Nikolajewitsch Komlitschenko (FK Mladá Boleslav, Russland).
- USA: Im Finale der Major League Soccer setzen sich die Seattle Sounders gegen den Toronto FC durch. Torschützenkönig mit 34 Toren wird Carlos Vela (Los Angeles FC, Mexiko).
- USA (Frauen): Im Finale der National Women’s Soccer League setzen sich die North Carolina Courage gegen die Chicago Red Stars durch. Torschützenkönigin mit 34 Toren wurde Sam Kerr (Chicago Red Stars, Australien).

### Höhepunkte im europäischen Vereinsfußball
- 18. Mai: Finale der UEFA Women’s Champions League 2018/19 in Budapest (Ungarn)
- 29. Mai: Finale der UEFA Europa League 2018/19 in Baku (Aserbaidschan)
- 1. Juni: Finale der UEFA Champions League 2018/19 in Madrid (Spanien)

## Pferdesport

### 2019 FEI Nations Cup Vielseitigkeit
- 23. – 26. Mai: NCE #1 in  Houghton Hall, (Qualifikation für Olympia 2020)
  - Einzel Sieger:  Christoph Wahler (mit Carjatan S)[1]
  - Equipe Sieger:  Christoph Wahler (mit Carjatan S), Jerome Robine (mit Quaddeldou R Old), Ingrid Klimke (mit Asha P), & Felix Etzel (mit Bandit 436)[2]
- 5. – 9. Juni: NCE #2 in  Pratoni del Vivaro, (Qualifikation für Olympia 2020)
  - Einzel Sieger:  Niklas Lindbäck (mit Focus Filiocus)[3]
  - Equipe Sieger:  Tiziana Realini (mit Toubleu de Rueire), Caroline Gerber (mit Tresor de Chignan CH) & Patrizia Attinger (mit Mooney Amach)[4]
- 26. – 30. Juni: NCE #3 in  Strzegom, (Qualifikation für Olympia 2020)
  - Einzel Sieger:  Michael Jung (mit Fischerchipmunk FRH)[5]
  - Equipe Sieger:  Michael Jung (mit Fischerchipmunk FRH), Andreas Dibowski (mit FRH Corrida), Josefa Sommer (mit Hamilton 24), & Miriam Engel (mit Bonita Bella)[6]
- 24. – 28. Juli: NCE #4 in  Camphire Cappoquin, (Qualifikation für Olympia 2020)
  - Einzel Sieger:  Sam Watson (mit Imperial Sky)[7]
  - Equipe Sieger:  Tim Price (mit Bango), Mark Todd (mit Leonidas II), & Jonelle Price (mit Grappa Nera)[8]
- 7. – 11. August: NCE #5 in  Le Pin-au-Haras, (Qualifikation für Olympia 2020)
  - Einzel Sieger:  Karim Florent Laghouag (mit Punch de l'Esques)[9]
  - Equipe Sieger:  Karim Florent Laghouag (mit Punch de l'Esques), Clara Loiseau (mit Wont Wait), Jean Teulère (mit Voila d'Auzay), & Thais Meheust (mit Quamilha)[10]
- 19. – 22. September: NCE #6 in  Waregem, (Qualifikation für Olympia 2020)
  - Einzel Sieger:  Ingrid Klimke (mit SAP Asha P)[11]
  - Equipe Sieger:  Ingrid Klimke (mit SAP Asha P), Andreas Dibowski (mit FRH Butts Avedon), Andreas Ostholt (mit Corvette 31), & Frank Ostholt (mit Jum Jum)[12]
- 10. – 13. Oktober: NCE #7 (final) in  Boekelo (Qualifikation für Olympia 2020)
  - Einzel Sieger:  Laura Collett (mit London 52)[13]
  - Equipe Sieger:  Sandra Auffarth (mit Let's Dance 73), Michael Jung (mit Fischerrocana FRH), Ingrid Klimke (mit SAP Asha P) & Anna Siemer (mit Betel's Bella)[14]

### Reining-Europameisterschaft 2019
Bei der Reining-Europameisterschaft 2019 in Givrins, in der Schweiz gewann Grischa Ludwig die Einzel-Goldmedaille. Mit seinen Kollegen Gina-Maria Schumacher, Markus Süchting und Elias Ernst gewann er mit der deutschen Equipe die Goldmedaille.

## Rugby Union
- 20. September bis 2. November: Rugby-Union-Weltmeisterschaft 2019 in Japan

## Gestorben

### Januar

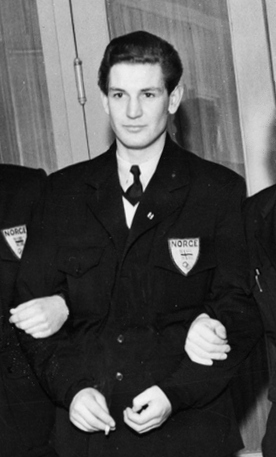
Christian Mohn

- 02. Januar: Paulien van Deutekom, niederländische Eisschnellläuferin
- 02. Januar: Karl-Heinz Frey, deutscher Fußballspieler
- 02. Januar: Gene Okerlund, US-amerikanischer Sportjournalist
- 04. Januar: Christian Mohn, norwegischer Skispringer und Skisportfunktionär
- 05. Januar: Dragoslav Šekularac, jugoslawischer Fußballspieler und -trainer
- 06. Januar: José Visconti, venezolanischer Sportjournalist
- 07. Januar: Bernard Tchoullouyan, französischer Judoka
- 08. Januar: Antal Bolvári, ungarischer Wasserballspieler
- 11. Januar: Hugo Alarcón, chilenischer Fußballspieler
- 11. Januar: Bjørg Skjælaaen, norwegische Eiskunstläuferin
- 12. Januar: Béla Zsitnik, ungarischer Ruderer
- 13. Januar: Phil Masinga, südafrikanischer Fußballspieler
- 13. Januar: Guy Sénac, französischer Fußballspieler
- 14. Januar: Marco Fidalgo, portugiesischer Mountainbikefahrer
- 14. Januar: Franz Mikscha, österreichischer Fußballspieler und -trainer
- 14. Januar: Gavin Smith, kanadischer Pokerspieler
- 15. Januar: Wilfried Finke, deutscher Fußballfunktionär
- 15. Januar: José Souto, französischer Fußballspieler
- 18. Januar: John Coughlin, US-amerikanischer Eiskunstläufer
- 18. Januar: Glen Wood, US-amerikanischer Automobilrennfahrer
- 19. Januar: Gert Frank, dänischer Bahnradrennfahrer
- 19. Januar: George Sullivan, kanadischer Eishockeyspieler und -trainer
- 20. Januar: Klaus Enders, deutscher Motorradrennfahrer
- 21. Januar: Raghbir Singh Bhola, indischer Hockeyspieler
- 21. Januar: Lothar Kobluhn, deutscher Fußballspieler
- 21. Januar: Pedro Manfredini, argentinischer Fußballspieler

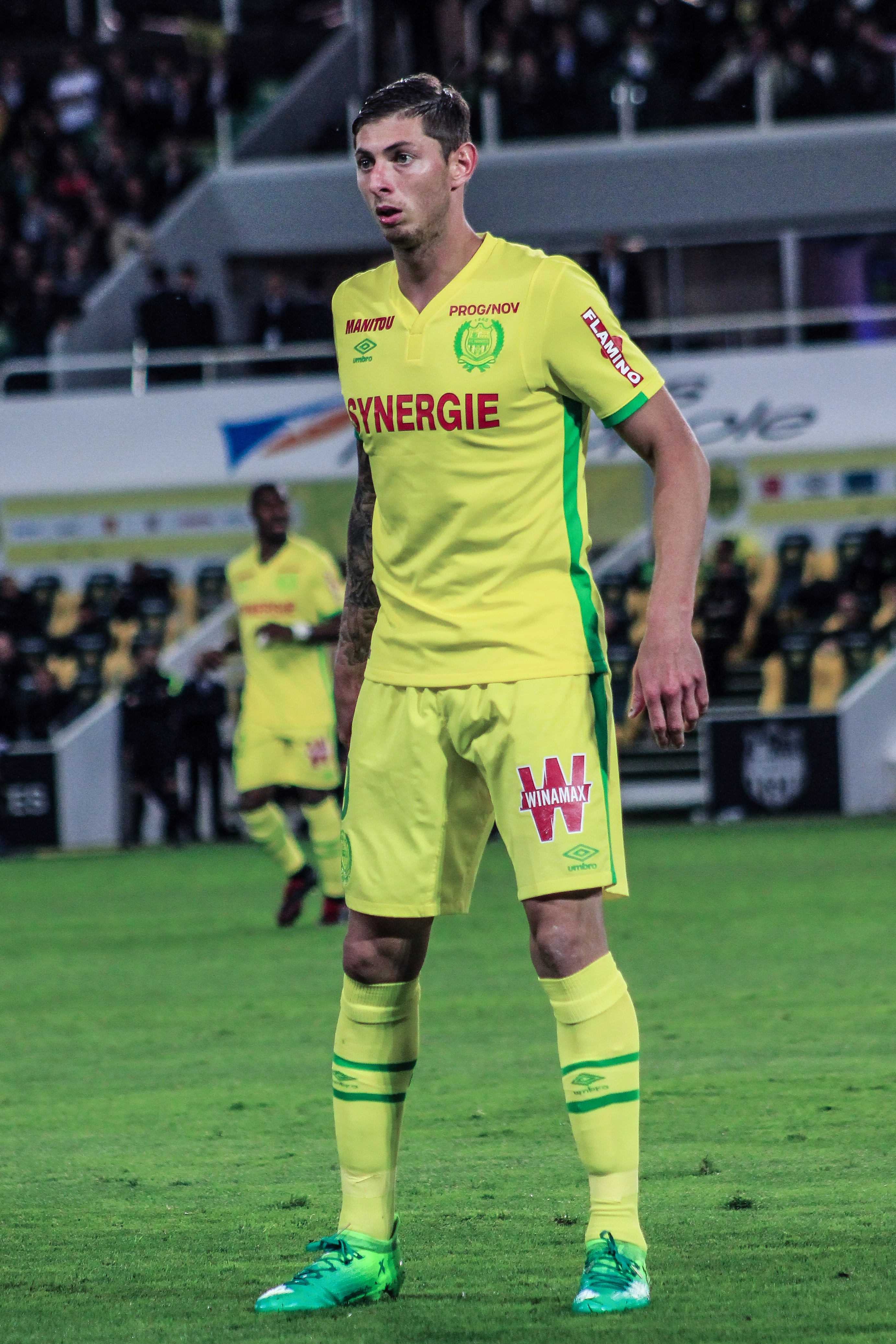
Emiliano Sala

- 21. Januar: Emiliano Sala, argentinischer Fußballspieler
- 21. Januar: Gigi Wu, taiwanische Bergsteigerin
- 23. Januar: Miyazaki Hidekichi, japanischer Seniorensportler
- 24. Januar: Pierre Delaunay, französischer Fußballfunktionär
- 24. Januar: Göksel Gencer, türkischer Fußballspieler und -trainer
- 24. Januar: Charly Lamm, deutscher Motorsportfunktionär
- 26. Januar: Henrik Jørgensen, dänischer Langstreckenläufer
- 26. Januar: Pierre Ndaye Mulamba, kongolesischer Fußballspieler
- 27. Januar: Nina Wiktorowna Baldytschewa, russische Skilangläuferin
- 28. Januar: Jurrie Koolhof, niederländischer Fußballspieler
- 28. Januar: Otto Schubiger, Schweizer Eishockeyspieler
- 28. Januar: István Szekecs, ungarisch-russischer Fußballspieler und -trainer
- 28. Januar: Arthur Turner, englischer Fußballspieler
- 29. Januar: Colin Harms, deutscher American-Football-Spieler
- 29. Januar: Andy Hebenton, kanadischer Eishockeyspieler
- 29. Januar: Dennis Hunt, englischer Fußballspieler
- 29. Januar: Egisto Pandolfini, italienischer Fußballspieler
- 30. Januar: Peter Mikkelsen, dänischer Fußballschiedsrichter
- 31. Januar: Kálmán Ihász, ungarischer Fußballspieler
- 31. Januar: Pablo Larios, mexikanischer Fußballspieler

### Februar

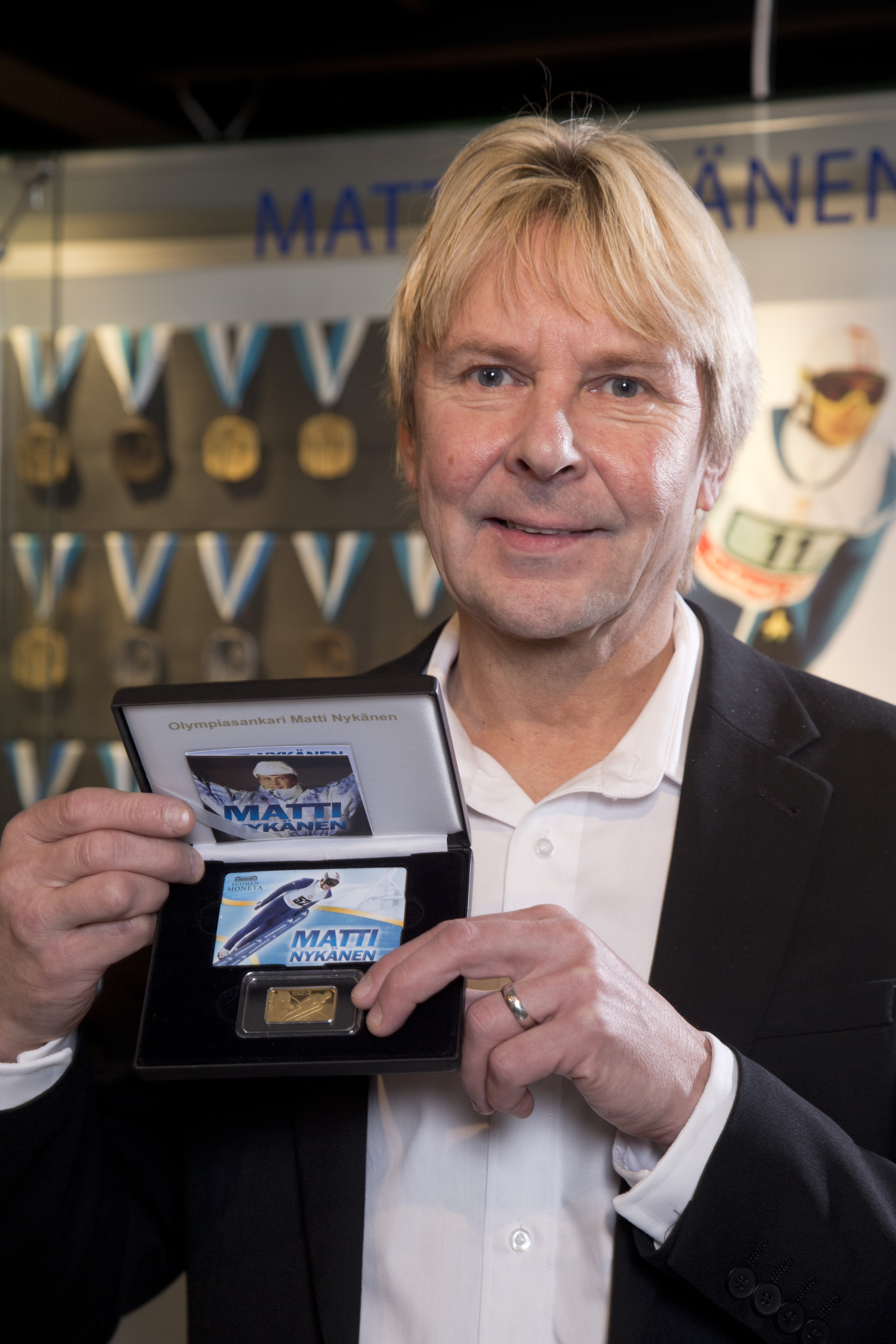
Matti Nykänen

- 01. Februar: Jean Cébron, französischer Tänzer
- 01. Februar: Alice Dye, US-amerikanische Golfspielerin und Golfplatzarchitektin (* 1927)
- 01. Februar: Edit Weckinger-Perényi, ungarische Turnerin
- 03. Februar: Hermann Skarke, deutscher Schachspieler
- 04. Februar: Matt Brazier, englischer Fußballspieler
- 04. Februar: Matti Nykänen, finnischer Skispringer
- 05. Februar: André Boudrias, kanadischer Eishockeyspieler, -trainer, -funktionär und -scout
- 05. Februar: Hans Tödter, deutscher Tennisspieler
- 06. Februar: Rudi Assauer, deutscher Fußballspieler und -funktionär
- 06. Februar: Tilly van der Zwaard, niederländische Sprinterin und Mittelstreckenläuferin
- 07. Februar: Rocky Lockridge, US-amerikanischer Boxer
- 07. Februar: Heidi Mohr, deutsche Fußballspielerin
- 07. Februar: Frank Robinson, US-amerikanischer Baseballspieler und -funktionär
- 08. Februar: Fernando Clavijo, US-amerikanischer Fußballspieler
- 08. Februar: Mike Schürmann, deutscher Fußballspieler
- 08. Februar: Kurt Sommerlatt, deutscher Fußballspieler und -trainer
- 09. Februar: Katharina Lindner, deutsche Fußballspielerin
- 09. Februar: Maximilian Reinelt, deutscher Ruderer
- 10. Februar: Futahaguro Kōji, japanischer Sumō-Kämpfer
- 10. Februar: Heinz Fütterer, deutscher Sprinter
- 10. Februar: Maura Viceconte, italienische Langstreckenläuferin
- 11. Februar: Taiwo Ogunjobi, nigerianischer Fußballspieler und -funktionär
- 12. Februar: Gordon Banks, englischer Fußballspieler

- 12. Februar: Pedro Morales, puerto-ricanischer Wrestler
- 12. Februar: Hans-Dieter Niedlich, deutscher Basketballspieler
- 12. Februar: Lucjan Trela, polnischer Boxer
- 13. Februar: Witalij Chmelnyzkyj, ukrainischer Fußballspieler und -trainer
- 13. Februar: Eric Harrison, englischer Fußballspieler und -trainer
- 13. Februar: Zhang Li, chinesische Tischtennisspielerin
- 14. Februar: Michel Bernard, französischer Mittel- und Langstreckenläufer
- 14. Februar: Tokitsunada Hironori, japanischer Sumō-Kämpfer

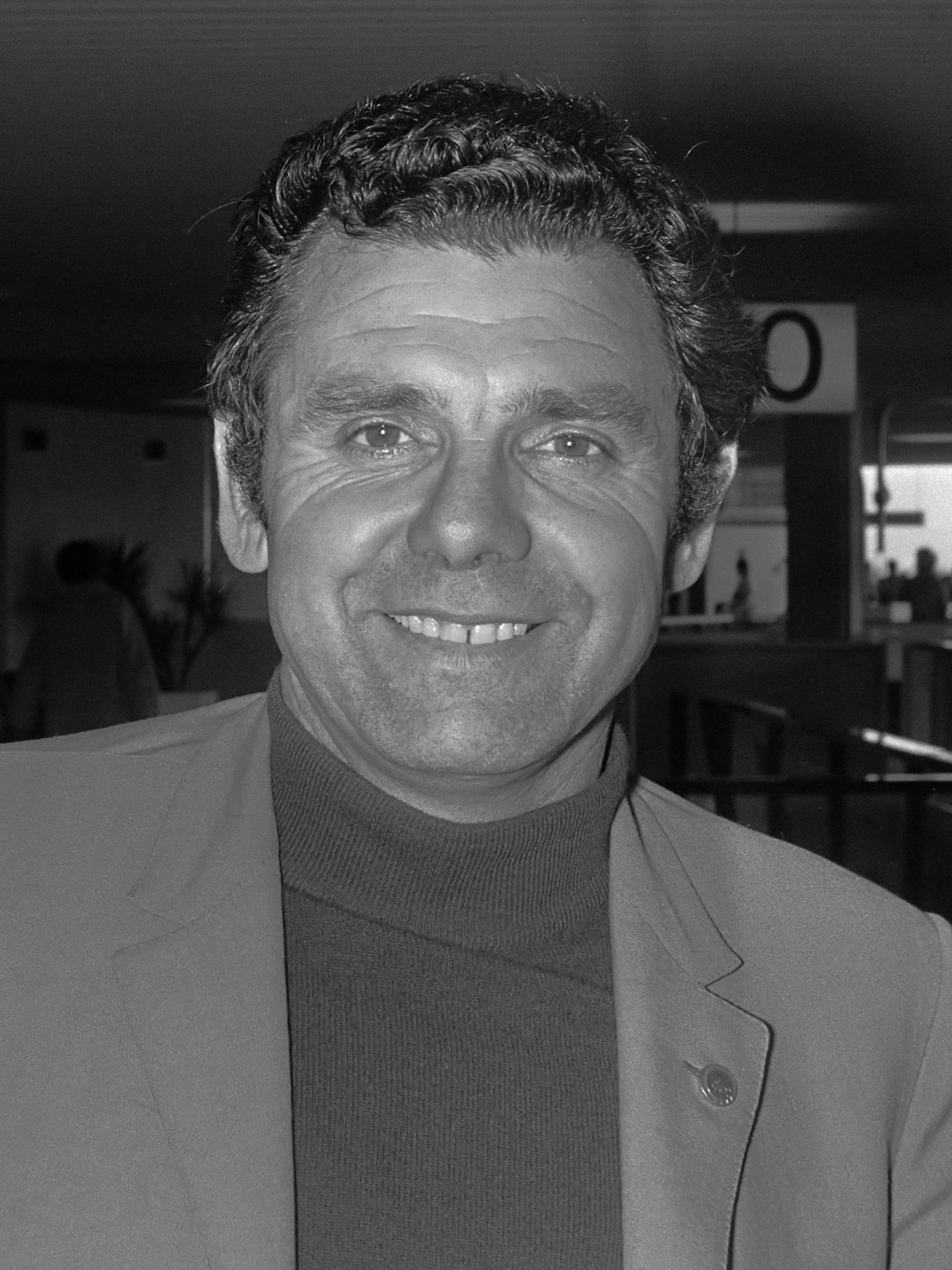
Robert Héliès

- 15. Februar: Robert Héliès, französischer Fußballspieler und -schiedsrichter
- 15. Februar: Gene Littler, US-amerikanischer Golfspieler
- 16. Februar: Don Bragg, US-amerikanischer Stabhochspringer
- 17. Februar: Kukín Flores, peruanischer Fußballspieler
- 18. Februar: T. J. Cunningham, US-amerikanischer American-Football-Spieler
- 18. Februar: Kor Sarr, senegalesischer Fußballspieler
- 19. Februar: Don Newcombe, US-amerikanischer Baseballspieler
- 21. Februar: Nick Cafardo, US-amerikanischer Sportjournalist
- 22. Februar: Hans-Joachim Fritze, deutscher Segelsportfunktionär
- 22. Februar: Werner Ipta, deutscher Fußballspieler
- 23. Februar: Bob Adams, kanadischer Zehnkämpfer, Stabhochspringer und Hochspringer
- 23. Februar: John Mayaka, kenianischer Speerwerfer
- 23. Februar: Lothar Meister II, deutscher Straßenradrennfahrer
- 24. Februar: Nyandika Maiyoro, kenianischer Mittel- und Langstreckenläufer
- 25. Februar: Waldo, brasilianischer Fußballspieler
- 26. Februar: Paul Jaschke, deutscher Fußballspieler
- 27. Februar: Philippe Charriol, französischer Automobilrennfahrer
- 27. Februar: Bernd Kuhlmey, deutscher Fußballspieler und -funktionär
- 27. Februar: Willie Williams, US-amerikanischer Sprinter
- 28. Februar: Ghislaine Baron, französische Fußballspielerin und -trainerin
- 28. Februar: Hans-Joachim Bremme, deutscher Fußballfunktionär

### März

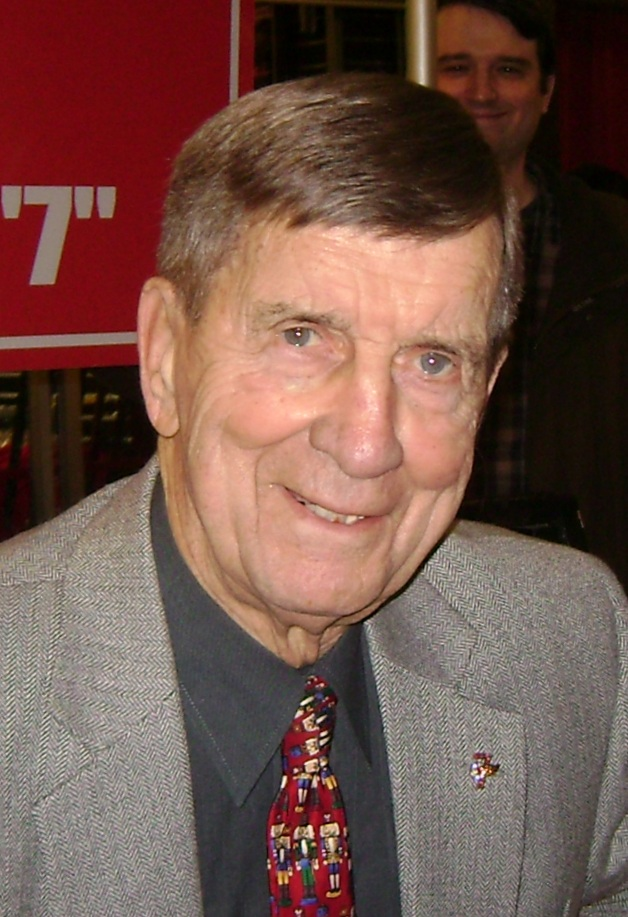
Ted Lindsay

- 01. März: Eusebio Pedroza, panamaischer Boxer
- 01. März: Ludo Loos, belgischer Straßenradrennfahrer
- 04. März: Eric Caldow, schottischer Fußballspieler und -trainer
- 04. März: Ted Lindsay, kanadischer Eishockeyspieler, -trainer und -funktionär
- 04. März: Christopher Pallies, US-amerikanischer Wrestler
- 06. März: Daniel Rudisha, kenianischer Sprinter
- 07. März: Kelly Catlin, US-amerikanische Bahnradrennfahrerin
- 08. März: Cynthia Thompson, jamaikanische Sprinterin
- 08. März: Mike Watterson, englischer Snookerspieler, Sportfunktionär, -journalist und -promoter
- 09. März: Alberto Bucci, italienischer Basketballtrainer und -funktionär
- 09. März: Harry Howell, kanadischer Eishockeyspieler, -trainer, -funktionär und -scout
- 10. März: Josef Feistmantl, österreichischer Rennrodler
- 11. März: Coutinho, brasilianischer Fußballspieler
- 11. März: Andrea Pollack, deutsche Schwimmerin
- 12. März: Oskar Roth, deutscher Handball- und Basketballspieler sowie Handball- und Basketballtrainer
- 13. März: Keith Butler, englischer Straßenradrennfahrer und Radsportfunktionär
- 14. März: Ilona Novák, ungarische Schwimmerin
- 14. März: Jake Phelps, US-amerikanischer Skateboarder

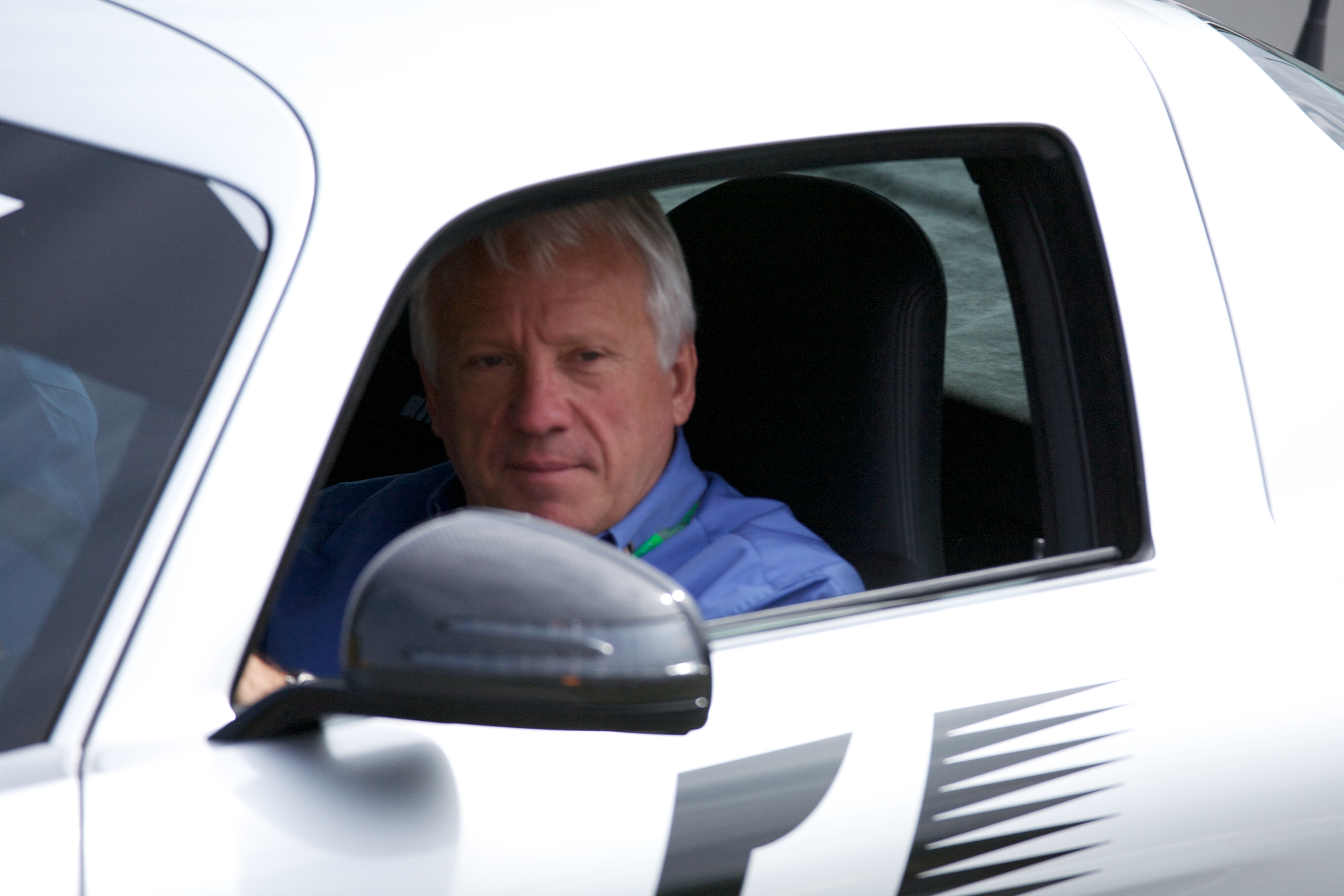
Charlie Whiting

- 14. März: Charlie Whiting, englischer Motorsportfunktionär
- 15. März: Atta Elayyan, jordanisch-neuseeländischer Futsalspieler und -trainer
- 15. März: Johnny Jones, US-amerikanischer Sprinter und American-Football-Spieler
- 15. März: Günther Lohre, deutscher Stabhochspringer
- 17. März: Ulf Bengtsson, schwedischer Tischtennisspieler
- 18. März: Andreas Kraft, deutscher Musher
- 18. März: Karl-Heinz Mrosko, deutscher Fußballspieler und -trainer
- 18. März: Kenneth To, australisch-chinesischer Schwimmer
- 19. März: Athanasios Giannakopoulos, griechischer Sportfunktionär
- 20. März: Randy Jackson, US-amerikanischer Baseballspieler
- 20. März: Fraser Robertson, schottischer Sportjournalist
- 20. März: Keyvan Vahdani, iranischer Fußballspieler
- 22. März: Günter Hentschke, deutscher Fußballspieler und -trainer
- 22. März: Albert Rinn, deutscher Radsportler und Radsporttrainer
- 23. März: Lina Cheryazova, usbekische Freestyle-Skifahrerin
- 23. März: Jacques Dessemme, französischer Basketballspieler
- 25. März: Cal Ramsey, US-amerikanischer Basketballspieler
- 25. März: Jerry Schypinski, US-amerikanischer Baseballspieler (* 1931)
- 25. März: Ludwig Sprenger, italienischer Skirennläufer
- 26. März: Ted Burgin, englischer Fußballspieler
- 26. März: Bernard Halford, englischer Fußballfunktionär
- 26. März: Miklós Martin, ungarischer Wasserballspieler
- 27. März: Joe Bellino, US-amerikanischer American-Football-Spieler
- 27. März: Jan Dydak, polnischer Boxer
- 30. März: Ron Elvidge, neuseeländischer Rugby-Union-Spieler
- 31. März: Charles Foster, US-amerikanischer Hürdenläufer
- 31. März: Corrado Herin, italienischer Naturbahnrodler und Mountainbikefahrer
- 31. März: Frank Jonik, kanadischer Snookerspieler
- 31. März: Eva Moser, österreichische Schachspielerin

### April

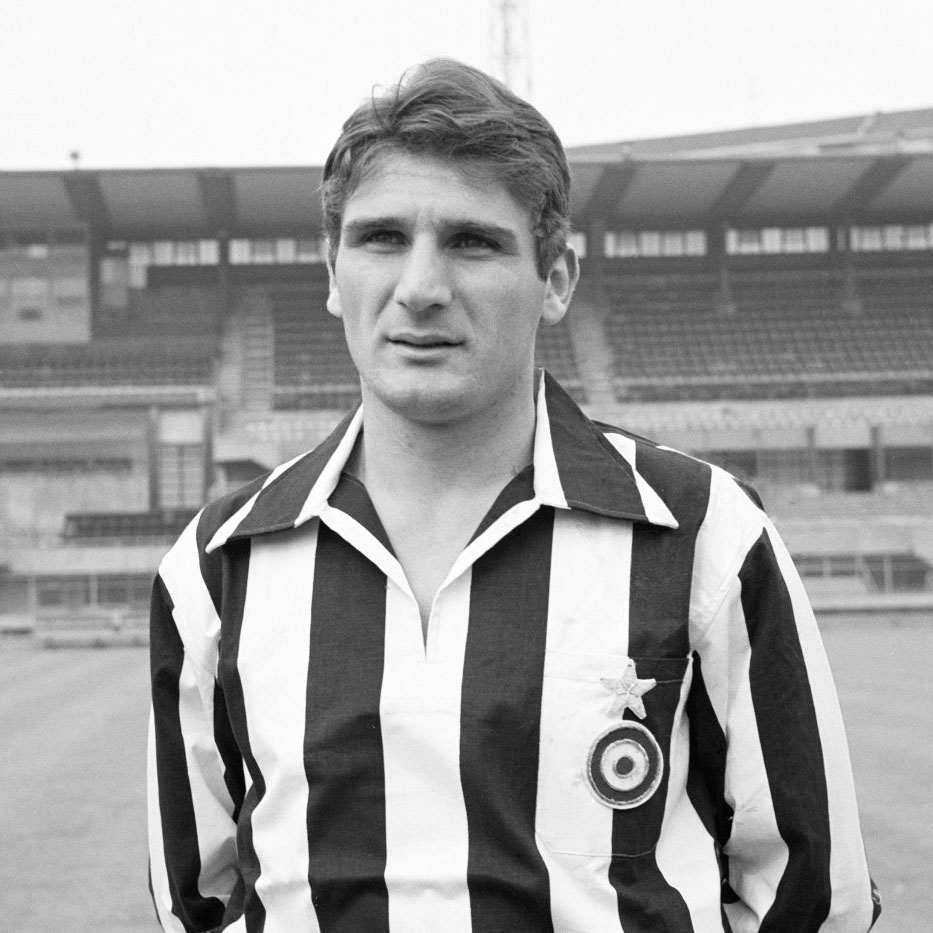
Gianfranco Leoncini

- 01. April: Dimitar Dobrew, bulgarischer Ringer (* 1931)
- 02. April: Bernard Ranoul, französischer Fußballspieler und -trainer (* 1934)
- 02. April: Rosemarie Springer, deutsche Dressurreiterin (* 1920)
- 02. April: Sergio Valdés, chilenischer Fußballspieler (* 1933)
- 03. April: Boris Hepp, deutscher Segler (* 1970)
- 04. April: Ivan Mrázek, tschechischer Basketballspieler und -trainer (* 1926)
- 04. April: Whitey Skoog, US-amerikanischer Basketballspieler (* 1926)
- 05. April: Gianfranco Leoncini, italienischer Fußballspieler (* 1939)
- 05. April: Albin Plank, österreichischer Skispringer (* 1931)
- 07. April: Arie Irawan, malayischer Golfspieler (* 1990)
- 07. April: William Rosen, US-amerikanischer Bridgespieler (* 1928)
- 09. April: Mikalaj Harbatschou, sowjetischer Kanute (* 1948)
- 09. April: Marilynn Smith, US-amerikanische Golfspielerin (* 1929)
- 11. April: Holger Antemann, deutscher Handballspieler und -trainer (* 1962)
- 11. April: Karl Meisner, deutscher Schwimmer und Wasserballspieler (* 1939)
- 12. April: Can Bartu, türkischer Fußball- und Basketballspieler (* 1936)
- 12. April: Ivor Broadis, englischer Fußballspieler und -trainer (* 1922)
- 12. April: Forrest Gregg, US-amerikanischer American-Football-Spieler und -Trainer (* 1933)
- 12. April: Tommy Smith, englischer Fußballspieler (* 1945)
- 13. April: Ján Starší, tschechoslowakischer Eishockeyspieler und -trainer (* 1933)
- 13. April: Lydia Wideman, finnische Skilangläuferin (* 1920)
- 13. April: Yvette Williams, neuseeländische Weitspringerin, Kugelstoßerin und Diskuswerferin (* 1929)
- 14. April: Abdallah Lamrani, marokkanischer Fußballspieler (* 1946)
- 14. April: Theo Lettgen, deutscher Reitsportfunktionär (* 1950)
- 14. April: John MacLeod, US-amerikanischer Basketballtrainer (* 1937)
- 15. April: Alexander Kostow, bulgarischer Fußballspieler und -trainer (* 1938)
- 16. April: Hansjörg Auer, österreichischer Kletterer und Bergsteiger (* 1984)
- 16. April: Ricardo Chibanga, mosambikanischer Stierkämpfer (* 1942)

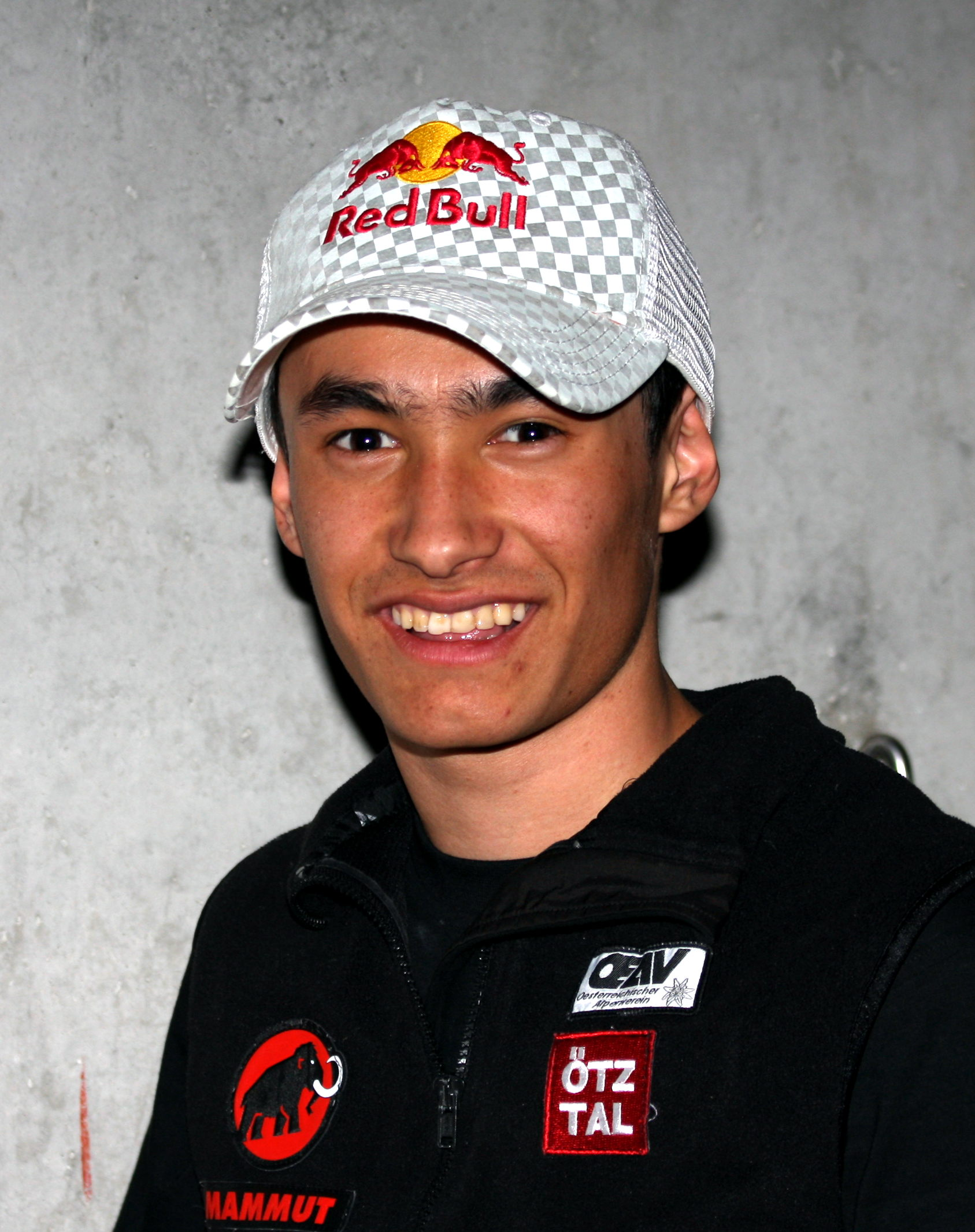
David Lama

- 16. April: David Lama, österreichischer Sportkletterer und Alpinist (* 1990)
- 16. April: Jess Roskelley, US-amerikanischer Sportkletterer und Bergsteiger (* 1982)
- 17. April: Bradley Welsh, schottischer Boxer (* 1977)
- 18. April: Siegmar Wätzlich, deutscher Fußballspieler (* 1947)
- 19. April: Juri Igorewitsch Pimenow, russischer Ruderer (* 1958)
- 19. April: Patrick Sercu, belgischer Radrennfahrer (* 1944)
- 20. April: Jarosław Biernat, polnischer Fußballspieler (* 1960)
- 20. April: Luděk Bukač, tschechischer Eishockeyspieler und -trainer (* 1935)
- 20. April: Karl Grob, Schweizer Fußballspieler (* 1946)
- 21. April: Heidi Hetzer, deutsche Rallyefahrerin (* 1937)
- 21. April: Horst Kassner, deutscher Motorradrennfahrer (* 1937)
- 21. April: Refik Muftić, jugoslawischer Fußballspieler (* 1939)
- 22. April: Billy McNeill, schottischer Fußballspieler und -trainer (* 1940)
- 23. April: Juan José Muñante, peruanischer Fußballspieler (* 1948)
- 24. April: Hubert Hahne, deutscher Automobilrennfahrer (* 1935)
- 24. April: Zoran Maroević, jugoslawischer Basketballspieler (* 1942)
- 24. April: Johnny Neumann, US-amerikanischer Basketballspieler und -trainer (* 1950)
- 24. April: Sergei Walentinowitsch Pogorelow, russischer Handballspieler (* 1974)
- 25. April: John Havlicek, US-amerikanischer Basketballspieler (* 1940)
- 25. April: Faty Papy, burundischer Fußballspieler (* 1990)
- 26. April: Jimmy Banks, US-amerikanischer Fußballspieler und -trainer (* 1964)
- 27. April: Gottfried Matthes, deutscher Fußballspieler (* 1938)
- 27. April: Gene Stephens, US-amerikanischer Baseballspieler (* 1933)
- 29. April: Carlo-Maria Abate, italienischer Automobilrennfahrer (* 1932)
- 29. April: Stevie Chalmers, schottischer Fußballspieler (* 1936)
- 29. April: Fernando Civera, spanischer Straßenradrennfahrer (* 1972/73)
- 29. April: Lothar Geisler, deutscher Fußballspieler (* 1936)
- 29. April: Štefica Krištof, jugoslawische Sportkeglerin (* 1936)
- 29. April: Gino Marchetti, US-amerikanischer American-Football-Spieler (* 1927)
- 29. April: José Rodrigues Neto, brasilianischer Fußballspieler und -funktionär (* 1949)
- 29. April: Josef Šural, tschechischer Fußballspieler (* 1990)
- 30. April: Michael Doyle, US-amerikanischer Surfer (* 1941)
- 30. April: Erika Strasser, österreichische Speerwerferin (* 1934)

### Mai

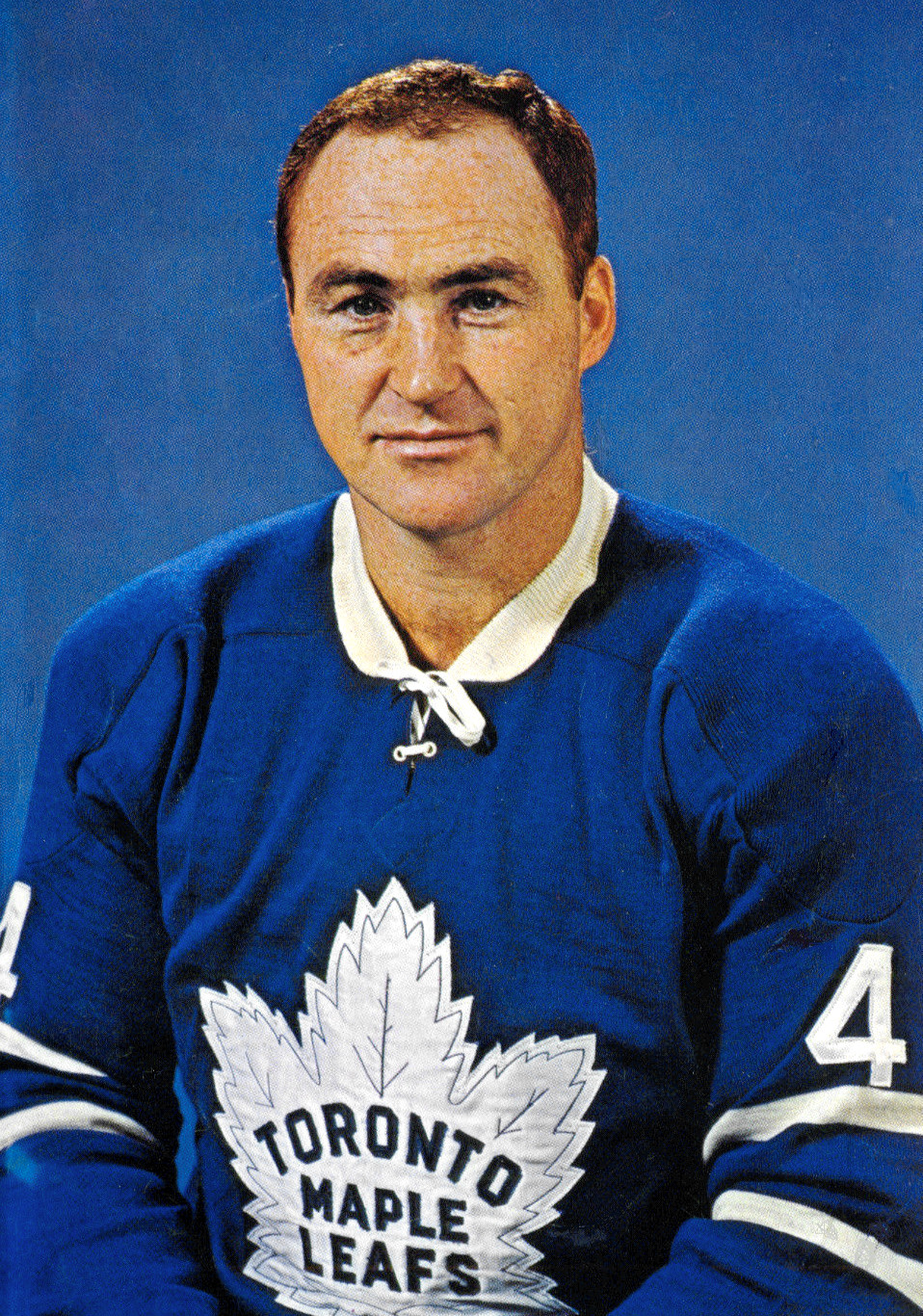
Red Kelly

- 01. Mai: Dinko Dermendschiew, bulgarischer Fußballspieler und -trainer (* 1941)
- 02. Mai: Red Kelly, kanadischer Eishockeyspieler, -trainer und -funktionär (* 1927)
- 03. Mai: Klaus Dantlinger, österreichischer Fußballspieler (* 1962)
- 03. Mai: Frits Soetekouw, niederländischer Fußballspieler und -trainer (* 1938)
- 06. Mai: Gjermund Eggen, norwegischer Skilangläufer (* 1941)
- 07. Mai: Bernt Frilén, schwedischer Orientierungsläufer (* 1945)
- 07. Mai: Pedro Gamarro, venezolanischer Boxer (* 1955)
- 07. Mai: Adam Svoboda, tschechischer Eishockeyspieler (* 1978)
- 07. Mai: Arnaldo Taurisano, italienischer Basketballtrainer (* 1933)
- 07. Mai: Michael Wessing, deutscher Speerwerfer (* 1952)
- 08. Mai: Andrei Kramarevsky, US-amerikanischer Ballettlehrer (* 1929)
- 10. Mai: Bert Cooper, US-amerikanischer Boxer (* 1966)
- 11. Mai: César González Barrón, mexikanischer Wrestler (* 1968)
- 11. Mai: Harold Lederman, US-amerikanischer Box-Punktrichter und Sportkommentator (* 1940)
- 12. Mai: Dale Greig, schottische Langstreckenläuferin (* 1937)
- 12. Mai: Klara Iwanowna Gussewa, russische Eisschnellläuferin (* 1937)
- 12. Mai: Anatoli Semjonowitsch Ionow, russischer Eishockeyspieler und -trainer (* 1939)
- 12. Mai: Wiktor Wiktorowitsch Manakow, russischer Bahnradrennfahrer und Radsporttrainer (* 1960)
- 13. Mai: Lajos Faragó, ungarischer Fußballspieler (* 1932)
- 13. Mai: George Smith, schottischer Fußballschiedsrichter (* 1943)
- 13. Mai: Werner Weist, deutscher Fußballspieler (* 1949)
- 14. Mai: Mike Möllensiep, deutscher Fußballspieler und -trainer (* 1975)
- 14. Mai: Remig Stumpf, deutscher Radsportler (* 1966)
- 16. Mai: Ashley Massaro, US-amerikanische Wrestlerin (* 1979)
- 17. Mai: Osvaldo Batocletti, argentinischer Fußballspieler (* 1950)
- 17. Mai: Neville Lederle, südafrikanischer Automobilrennfahrer (* 1938)
- 18. Mai: Manfred Burgsmüller, deutscher Fußballspieler (* 1949)
- 18. Mai: Jürgen Kißner, deutscher Bahnradrennfahrer und Sportlehrer (* 1942)

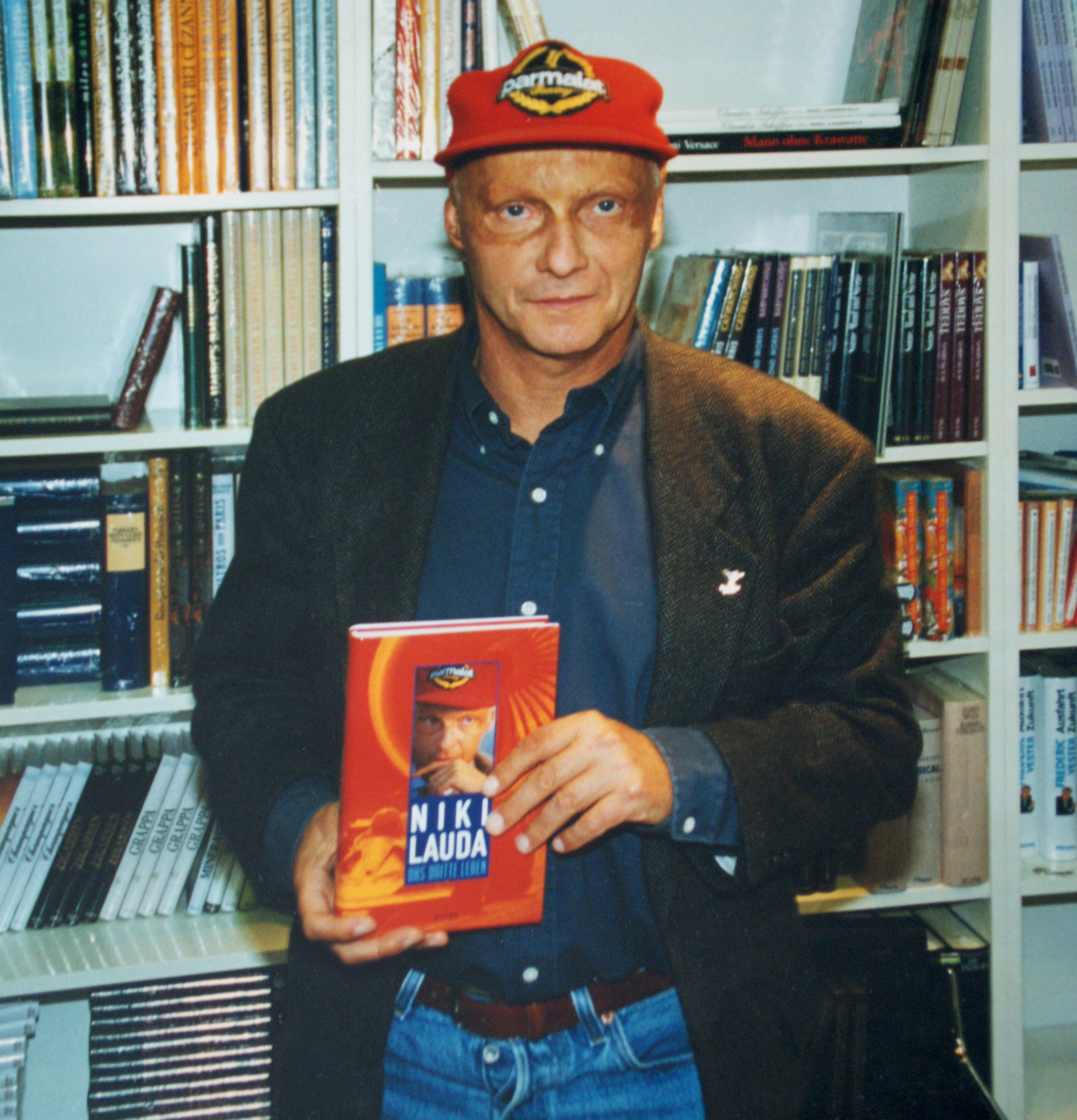
Niki Lauda

- 20. Mai: Niki Lauda, österreichischer Automobilrennfahrer (* 1949)
- 23. Mai: Zlatko Škorić, jugoslawischer Fußballspieler und -trainer (* 1941)
- 23. Mai: Wim Woudsma, niederländischer Fußballspieler (* 1957)
- 23. Mai: Bill Yoast, US-amerikanischer American-Football-Trainer (* 1924)
- 24. Mai: Oleg Sergejewitsch Golowanow, russischer Ruderer und Rudertrainer (* 1934)
- 25. Mai: Karel Masopust, tschechoslowakischer Eishockeyspieler (* 1942)
- 25. Mai: Nicolae Pescaru, rumänischer Fußballspieler und -funktionär (* 1943)
- 26. Mai: Edmund Seger, deutscher Ringer (* 1937)
- 26. Mai: Bart Starr, US-amerikanischer American-Football-Spieler und -Trainer (* 1934)
- 27. Mai: Bill Buckner, US-amerikanischer Baseballspieler (* 1949)
- 29. Mai: Bayram Şit, türkischer Ringer (* 1930)
- 29. Mai: Karl Ziegler, deutscher Radrennfahrer und Radsporttrainer (* 1919)
- 00. Mai: Seamus Lawless, irischer Bergsteiger (* 1980)

### Juni

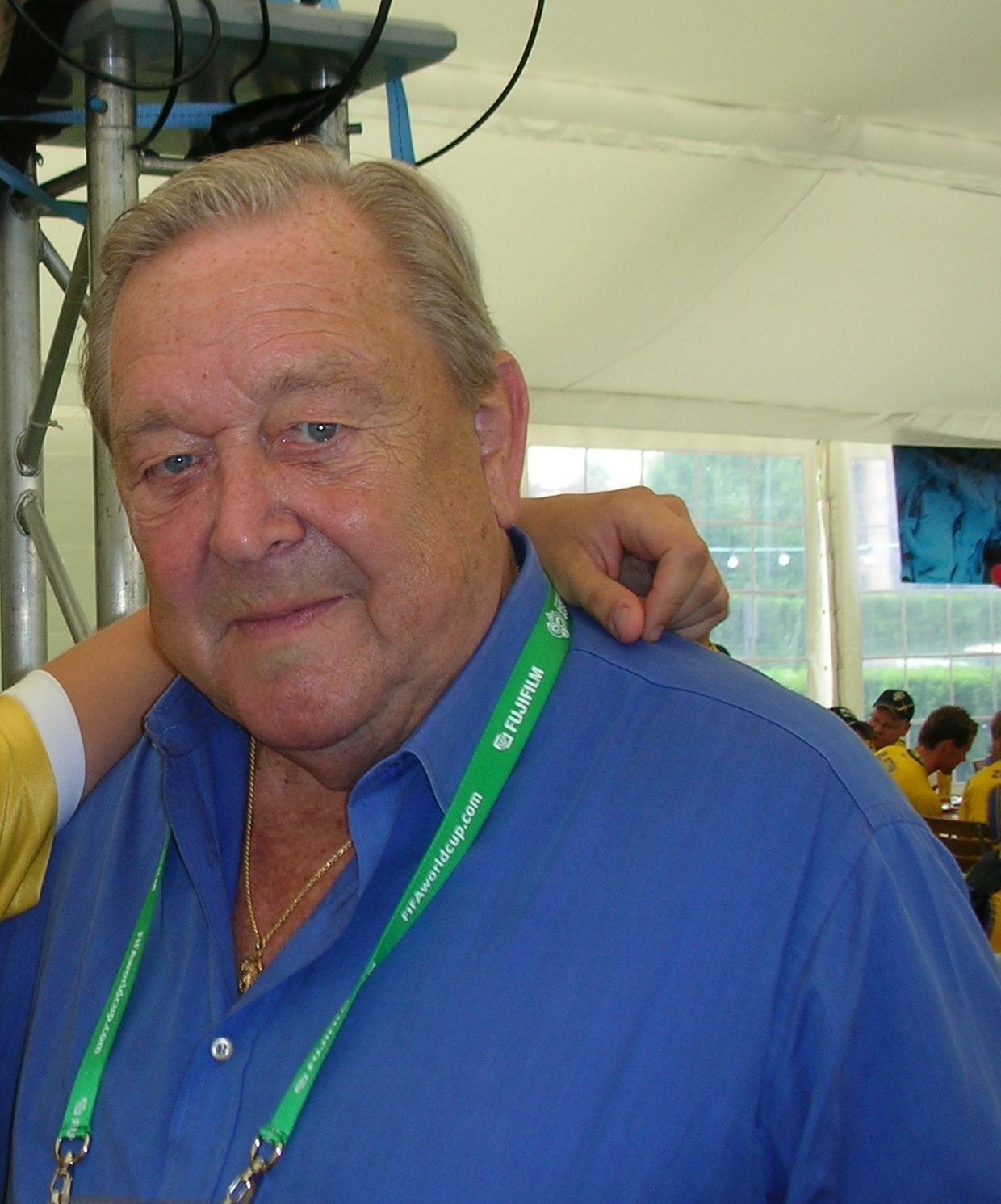
Lennart Johansson

- 01. Juni: Nikola Dinew, bulgarischer Ringer (* 1953)
- 01. Juni: José Antonio Reyes, spanischer Fußballspieler (* 1983)
- 02. Juni: Ken Matthews, englischer Geher (* 1934)
- 02. Juni: Lowell North, US-amerikanischer Segler (* 1929)
- 02. Juni: Robert Wieschemann, deutscher Fußballfunktionär (* 1939)
- 03. Juni: Roy Cruttenden, englischer Weitspringer (* 1925)
- 03. Juni: Jurica Jerković, jugoslawischer Fußballspieler (* 1950)
- 03. Juni: Daley Mathison, britischer Motorradrennfahrer (* 1991)
- 04. Juni: Billy Gabor, US-amerikanischer Basketballspieler (* 1922)
- 04. Juni: Robin Herd, englischer Rennwagenkonstrukteur und Motorsportfunktionär (* 1939)
- 04. Juni: Lennart Johansson, schwedischer Fußballfunktionär (* 1929)
- 04. Juni: Connor Law, schottischer Boxer (* 1992/93)
- 05. Juni: Wilfried Kohlars, deutscher Fußballspieler (* 1939)
- 06. Juni: Geoff Lees, englischer Fußballspieler (* 1933)
- 06. Juni: Rolf Maurer, Schweizer Radsportler (* 1938)
- 07. Juni: Elżbieta Porzec, polnische Volleyballspielerin (* 1945)
- 08. Juni: Abdul Baset Al-Sarout, syrischer Fußballspieler (* 1992)
- 08. Juni: Justin Edinburgh, englischer Fußballspieler und -trainer (* 1969)
- 10. Juni: Paul Schauer, österreichischer Schwimmsportfunktionär (* 1946)
- 11. Juni: Carl Bertelsen, dänischer Fußballspieler (* 1937)
- 11. Juni: Gabriele Grunewald, US-amerikanische Mittel- und Langstreckenläuferin (* 1986)
- 11. Juni: Dennis Lippert, deutscher Motorradrennfahrer (* 1996)
- 11. Juni: Lilija Nowikowa, russische Pokerspielerin (* 1992/93)
- 12. Juni: Chris Lee, kanadischer Eishockeytrainer (* 1980)
- 12. Juni: Igor Solopov, russisch-estnischer Tischtennisspieler (* 1961)
- 13. Juni: Sergio Gendler, argentinischer Sportjournalist (* 1966)
- 13. Juni: Şeref Has, türkischer Fußballspieler und -funktionär (* 1936)
- 13. Juni: Rosario Parmegiani, italienischer Wasserballspieler (* 1937)
- 13. Juni: Jiří Pospíšil, tschechischer Basketballspieler (* 1950)
- 15. Juni: Josef Rieder, österreichischer Skirennläufer (* 1932)

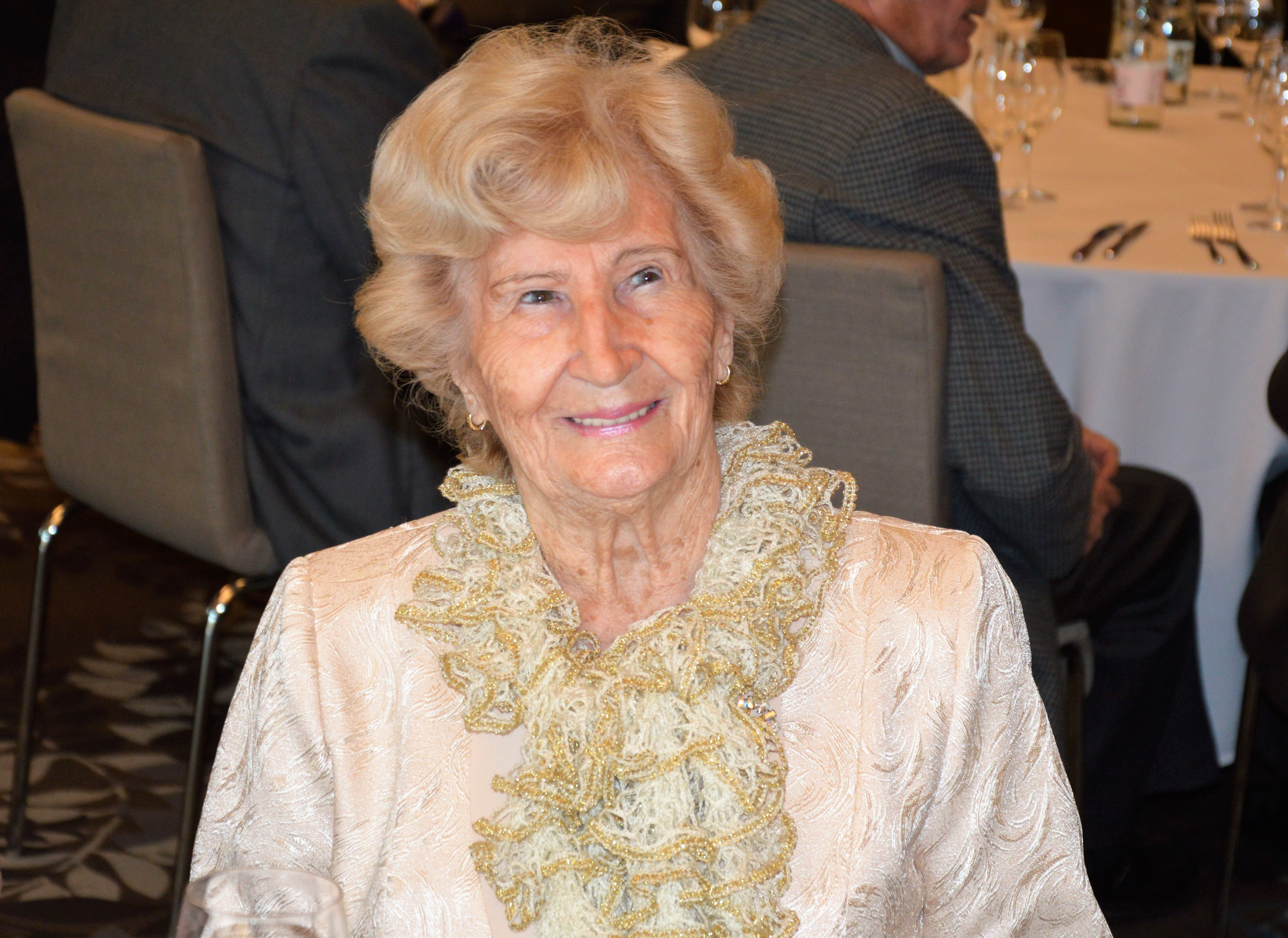
Erzsébet Gulyás-Köteles

- 16. Juni: Erzsébet Gulyás-Köteles, ungarische Turnerin (* 1924)
- 17. Juni: Henk Vonk, niederländischer Fußballtrainer (* 1942)
- 17. Juni: Christian Wägli, Schweizer Sprinter und Mittelstreckenläufer (* 1934)
- 18. Juni: Gerry Spiess, US-amerikanischer Segler (* 1940)
- 19. Juni: Adrian McCallum, englischer Wrestler (* 1982)
- 20. Juni: Dumitru Focșeneanu, rumänischer Bobsportler (* 1935)
- 20. Juni: Gerald Messlender, österreichischer Fußballspieler (* 1961)
- 20. Juni: Rubén Suñé, argentinischer Fußballspieler (* 1947)
- 22. Juni: Concepción Paredes, spanische Dreispringerin (* 1970)
- 22. Juni: Zdeněk Remsa, tschechoslowakischer Skispringer und Skisprungtrainer (* 1928)
- 22. Juni: Thalles, brasilianischer Fußballspieler (* 1995)
- 23. Juni: Armin Klümper, deutscher Sportmediziner (* 1935)
- 23. Juni: Fernando Roldán, chilenischer Fußballspieler (* 1930)
- 23. Juni: Žarko Varajić, serbischer Basketballspieler und -funktionär (* 1951)
- 24. Juni: Jörg Stübner, deutscher Fußballspieler (* 1965)
- 26. Juni: Haralambos Holidis, griechischer Ringer (* 1956)
- 27. Juni: Vukica Mitić, jugoslawische Basketballspielerin (* 1953)
- 27. Juni: Hartmut Nickel, deutscher Eishockeyspieler und -trainer (* 1944)
- 28. Juni: Şükrü Birand, türkischer Fußballspieler (* 1944)
- 29. Juni: Florijana Ismaili, Schweizer Fußballspielerin (* 1995)
- 30. Juni: Rolf Dieffenbach, deutscher Motocrossfahrer (* 1951)
- 30. Juni: Carlin Dunne, US-amerikanischer Motorradrennfahrer (* 1982)

### Juli

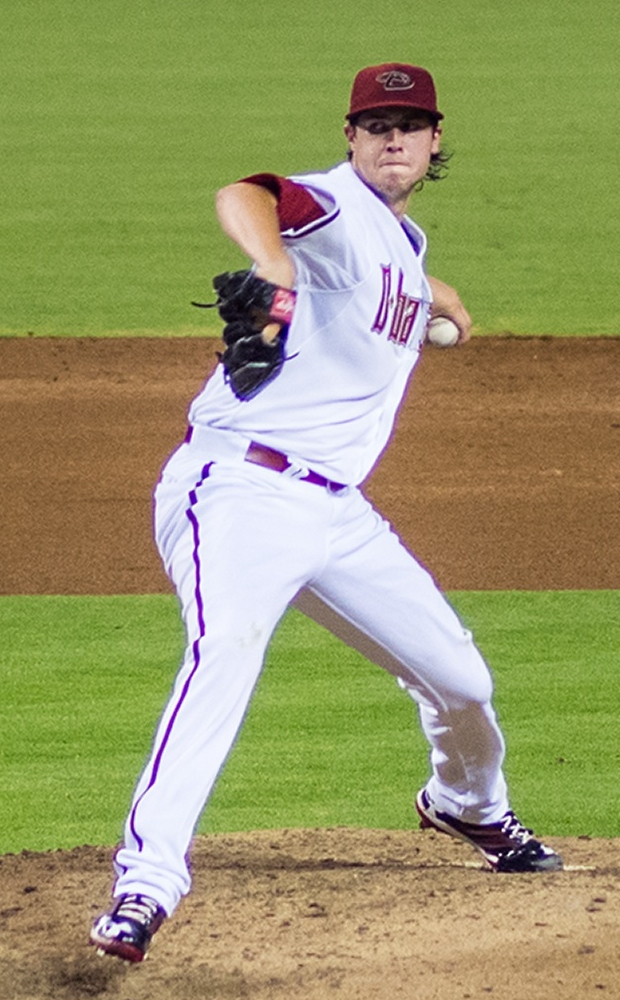
Tyler Skaggs

- 01. Juli: Joseph Amlong, US-amerikanischer Ruderer (* 1936)
- 01. Juli: Karel Bouwmeester, niederländischer Fußballspieler (* 1928)
- 01. Juli: Jackie Mekler, südafrikanischer Marathonläufer (* 1932)
- 01. Juli: Tyler Skaggs, US-amerikanischer Baseballspieler (* 1991)
- 03. Juli: Koldo Aguirre, spanischer Fußballspieler und -trainer (* 1939)
- 03. Juli: Pedro Aguayo Damián, mexikanischer Wrestler (* 1946)
- 03. Juli: Jared Lorenzen, US-amerikanischer American-Football-Spieler (* 1981)
- 03. Juli: Vasco Tagliavini, italienischer Fußballspieler und -trainer (* 1937)
- 04. Juli: Holger Kirschke, deutscher Schwimmer (* 1947)
- 05. Juli: Mílton da Cunha Mendonça, brasilianischer Fußballspieler (* 1956)
- 05. Juli: Kevin Higgins, australischer Fußballspieler (* 1951)
- 05. Juli: Mukhthar Kechamli, algerischer Fußballspieler und -trainer (* 1962)
- 05. Juli: Lewis Lloyd, US-amerikanischer Basketballspieler (* 1959)
- 05. Juli: John McCririck, englischer Sportjournalist (* 1940)
- 06. Juli: Ragnar Hoen, norwegischer Schachspieler (* 1940)
- 06. Juli: Parviz Jalayer, iranischer Gewichtheber (* 1939)
- 06. Juli: Claus Rüdrich, deutscher Fußballspieler (* 1940)
- 07. Juli: Greg Johnson, kanadischer Eishockeyspieler (* 1971)
- 07. Juli: Jekaterina Alexandrowna Koroljowa, russische Handballspielerin (* 1998)
- 07. Juli: Ramón Héctor Ponce, argentinischer Fußballspieler (* 1948)
- 10. Juli: Jim Bouton, US-amerikanischer Baseballspieler (* 1939)
- 10. Juli: Walt Michaels, US-amerikanischer American-Football-Spieler und -Trainer (* 1929)
- 10. Juli: Breur Weijzen, niederländischer Fußballspieler (* 1933)
- 11. Juli: Arto Nilsson, finnischer Boxer (* 1948)
- 12. Juli: Abdul Hamid, pakistanischer Hockeyspieler (* 1927)
- 13. Juli: Altemir Marquez da Cruz, brasilianischer Fußballspieler (* 1938)
- 13. Juli: Eberhard Köditz, deutscher Fußballspieler (* 1946)
- 14. Juli: Pernell Whitaker, US-amerikanischer Boxer (* 1964)
- 15. Juli: Marc Batchelor, südafrikanischer Fußballspieler (* 1970)
- 15. Juli: Craig Fallon, englischer Judoka (* 1982)
- 15. Juli: Harald Fereberger, österreichischer Regattasegler (* 1929)
- 15. Juli: André Menaut, französischer Fußballspieler und -trainer (* 1938)
- 17. Juli: Harry Bruggink, niederländischer Fußballspieler (* 1953)
- 17. Juli: Warren Cole, neuseeländischer Ruderer (* 1940)
- 17. Juli: Willy Dirtl, österreichischer Balletttänzer (* 1931)
- 17. Juli: Pumpsie Green, US-amerikanischer Baseballspieler (* 1933)
- 17. Juli: Giuseppe Merlo, italienischer Tennisspieler (* 1927)
- 17. Juli: Dragomir Racić, jugoslawischer Fußballspieler (* 1945)
- 17. Juli: Robert Waseige, belgischer Fußballspieler und -trainer (* 1939)
- 18. Juli: Waldemar Kaszubski, polnischer Fußballspieler (* 1937)
- 18. Juli: Jean Parisseaux, französischer Fußballtrainer (* 1932)
- 18. Juli: Mitch Petrus, US-amerikanischer American-Football-Spieler (* 1987)
- 19. Juli: Enrico Scacchia, Schweizer Boxer (* 1963)
- 19. Juli: Dariusz Waśniewski, polnischer Fußballspieler (* 1964)
- 20. Juli: Erich Klose, deutscher Handballspieler und -trainer (* 1926)
- 20. Juli: Peter McNamara, australischer Tennisspieler (* 1955)
- 20. Juli: Giambattista Moschino, italienischer Fußballspieler und -trainer (* 1939)
- 21. Juli: Pedrito González, spanischer Fußballspieler und -trainer (* 1940)

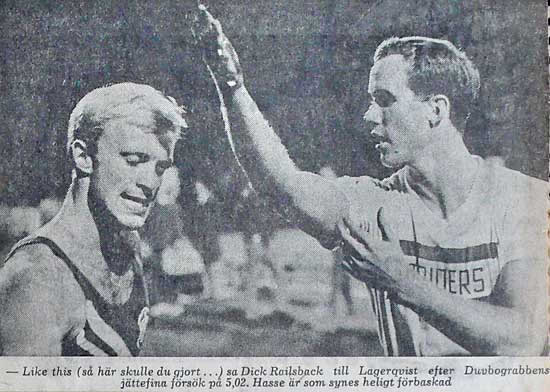
Hans Lagerqvist (links) mit Dick Railsback

- 22. Juli: Hans Lagerqvist, schwedischer Stabhochspringer (* 1940)
- 23. Juli: Muhammad Aslam, pakistanischer Sprinter (* 1922)
- 23. Juli: Maxim Kaibchanowitsch Dadaschew, russischer Boxer (* 1990)
- 23. Juli: Jan Hrbatý, tschechoslowakischer Eishockeyspieler (* 1942)
- 23. Juli: Bobby Park, schottischer Fußballspieler (* 1946)
- 24. Juli: Sammy Chapman, nordirischer Fußballspieler und -trainer (* 1938)
- 24. Juli: Bernard Evans, englischer Fußballspieler (* 1937)
- 25. Juli: Jorma Kinnunen, finnischer Speerwerfer (* 1941)
- 25. Juli: Óscar Enrique Sánchez, guatemaltekischer Fußballspieler und -trainer (* 1955)
- 25. Juli: Hugo Santillán, argentinischer Boxer (* 1996)
- 26. Juli: Kaddour Bekhloufi, algerischer Fußballspieler und -trainer (* 1934)
- 27. Juli: Humphrey Mijnals, surinamisch-niederländischer Fußballspieler (* 1930)
- 27. Juli: Juan Ignacio Otero, spanischer Fußballspieler (* 1929)
- 27. Juli: Roman Wirastjuk, ukrainischer Kugelstoßer (* 1968)
- 28. Juli: Peter Bonu Johnson, gambischer Fußballtrainer (* 1963)
- 28. Juli: Adam Kuryło, polnischer Fußballspieler (* 1957)
- 28. Juli: Peter McConnell, englischer Fußballspieler (* 1937)
- 28. Juli: Loek van Mil, niederländischer Baseballspieler (* 1984)
- 28. Juli: Kevin Stonehouse, englischer Fußballspieler (* 1959)
- 29. Juli: Egil Danielsen, norwegischer Speerwerfer (* 1933)
- 29. Juli: Samir Dizdarević, bosnisch-herzegowinischer Fußballspieler (* 1991/92)
- 29. Juli: Fritz Drazan, österreichischer Fußballspieler und -trainer (* 1957)
- 29. Juli: Wassil Metodiew, bulgarischer Fußballspieler (* 1935)
- 29. Juli: Werner von Moltke, deutscher Zehnkämpfer, Leichtathletik- und Volleyballfunktionär (* 1936)
- 29. Juli: Mona-Liisa Nousiainen, finnische Skilangläuferin (* 1983)
- 30. Juli: Nick Buoniconti, US-amerikanischer American-Football-Spieler (* 1940)
- 31. Juli: Jean-Luc Thérier, französischer Automobilrennfahrer (* 1945)

### August

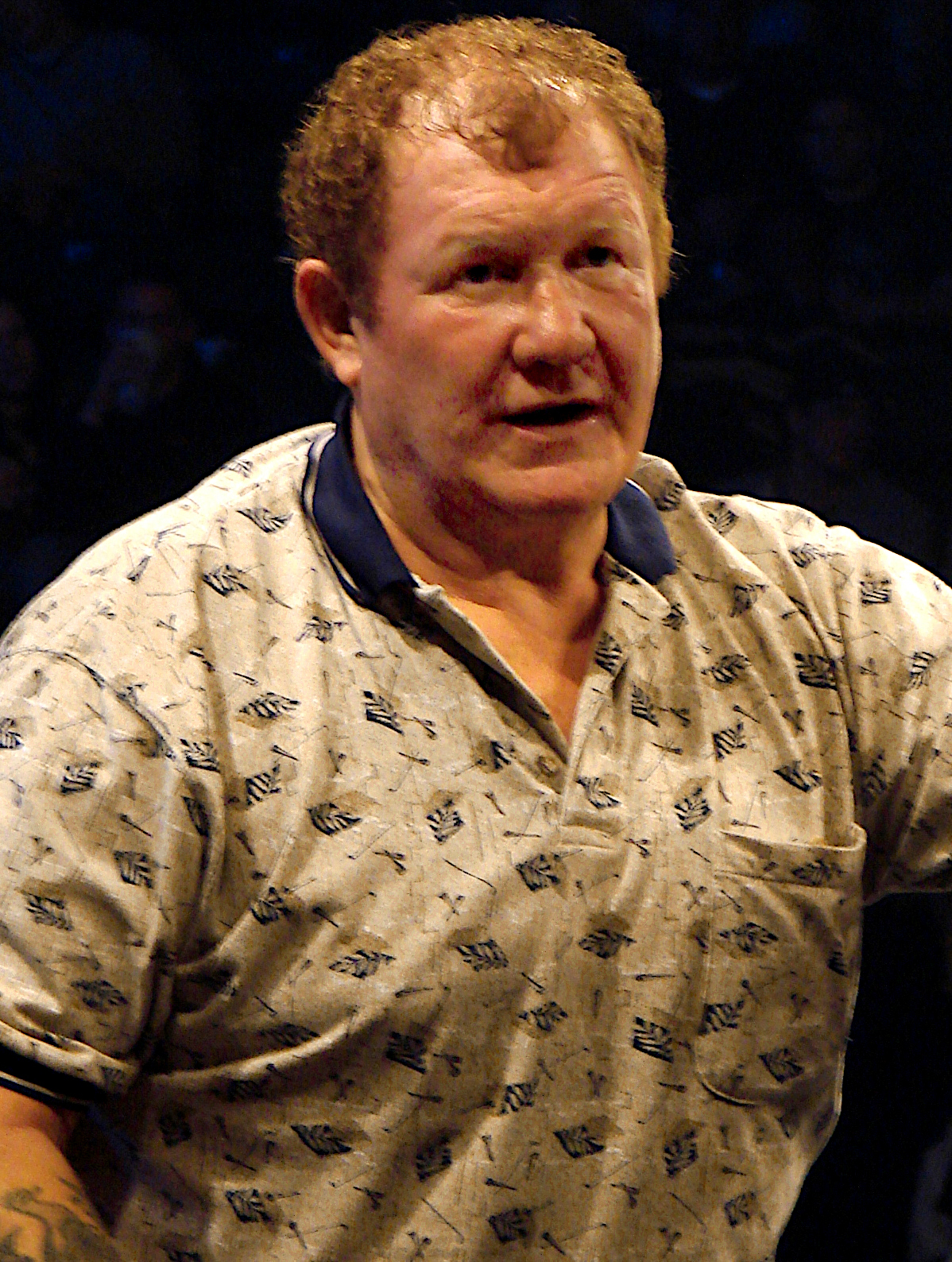
Harley Race

- 01. August: Gordon Brand Junior, schottischer Golfspieler (* 1958)
- 01. August: Günter Perleberg, deutscher Kanute (* 1935)
- 01. August: Karl-Heinz Podzielny, deutscher Schachspieler (* 1954)
- 01. August: Harley Race, US-amerikanischer Wrestler (* 1943)
- 01. August: Roque Ramón Taborda, argentinischer Fußballspieler (* 1945)
- 02. August: Gunder Bengtsson, schwedischer Fußballtrainer (* 1946)
- 02. August: Dawid Kostecki, polnischer Boxer (* 1981)
- 03. August: Miklós Ambrus, ungarischer Wasserballspieler (* 1933)
- 03. August: Cliff Branch, US-amerikanischer American-Football-Spieler (* 1948)
- 03. August: Basil Heatley, englischer Langstreckenläufer (* 1933)
- 03. August: Brian Lochore, neuseeländischer Rugby-Union-Spieler und -Trainer (* 1940)
- 03. August: Marcel Toader, rumänischer Rugby-Union-Spieler (* 1963)
- 03. August: Michael Troy, US-amerikanischer Schwimmer und Schwimmtrainer (* 1940)
- 04. August: Anastassija Beresina, russische Fußballspielerin (* 1997)
- 04. August: Prudencio Cardona, kolumbianischer Boxer (* 1951)
- 04. August: Harald Nickel, deutscher Fußballspieler (* 1953)
- 05. August: Josef Kadraba, tschechischer Fußballspieler (* 1933)
- 05. August: Bjorg Lambrecht, belgischer Straßenradrennfahrer (* 1997)
- 08. August: Charlach Mackintosh, britischer Skirennläufer (* 1935)
- 08. August: Marius Todericiu, rumänisch-deutscher Fußballspieler (* 1970)
- 09. August: Altair, brasilianischer Fußballspieler (* 1938)
- 09. August: Fahrudin Jusufi, jugoslawischer Fußballspieler und -trainer (* 1939)
- 10. August: Dejan Čurović, serbischer Fußballspieler (* 1968)
- 10. August: Chicho Sibilio, dominikanisch-spanischer Basketballspieler (* 1958)
- 11. August: Walter Julián Martínez, honduranischer Fußballspieler (* 1982)
- 12. August: José Luis Brown, argentinischer Fußballspieler (* 1956)
- 12. August: Florin Halagian, rumänischer Fußballspieler und -trainer (* 1939)
- 13. August: Rudolf Horoba, deutscher Boxer (* 1935)
- 13. August: René Taelman, belgischer Fußballtrainer (* 1945)

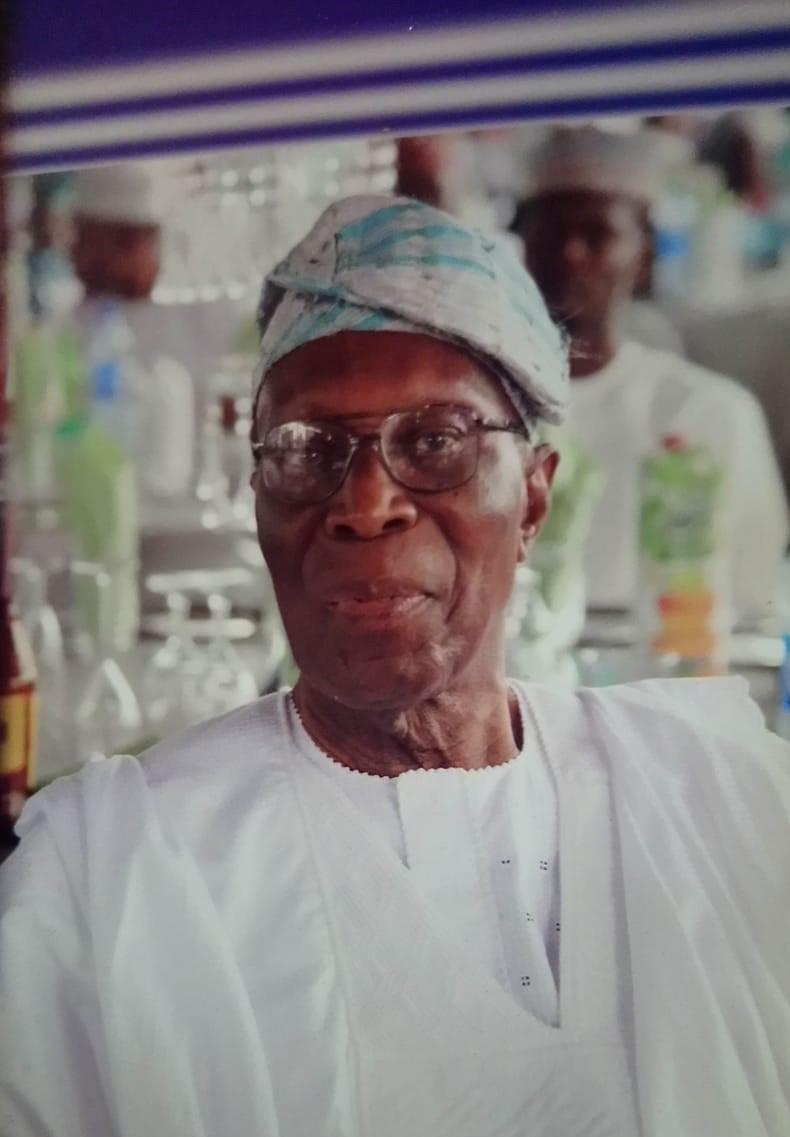
Karim Olowu

- 14. August: Karim Olowu, nigerianischer Weitspringer und Sprinter (* 1924)
- 16. August: Felice Gimondi, italienischer Straßenradrennfahrer (* 1942)
- 16. August: José Nápoles, kubanisch-mexikanischer Boxer (* 1940)
- 16. August: Armand Nováček, rumänischer Basketballspieler (* 1937)
- 16. August: Penka Stojanowa, bulgarische Basketballspielerin (* 1950)
- 17. August: Cedric Benson, US-amerikanischer American-Football-Spieler (* 1982)
- 17. August: Pepi Gramshammer, österreichischer Skirennläufer (* 1932)
- 18. August: Jürg Beiner, Schweizer Automobilrennfahrer (* 1962)
- 18. August: Robert Ouko, kenianischer Mittelstreckenläufer (* 1948)
- 19. August: Stefan Hecker, deutscher Handballspieler (* 1959)
- 19. August: Zakir Hussain, pakistanischer Hockeyspieler (* 1934)
- 21. August: Ifeanyi Chiejine, nigerianische Fußballspielerin (* 1983)
- 21. August: Norma Croker, australische Sprinterin und Weitspringerin (* 1934)
- 21. August: Dzmitry Ryshkevich, belarussischer Pararuderer (* 1986)
- 21. August: Kurt Stendal, dänischer Fußballspieler (* 1951)
- 22. August: Junior Agogo, ghanaischer Fußballspieler (* 1979)
- 22. August: Bobby Dillon, US-amerikanischer American-Football-Spieler (* 1930)
- 22. August: Ludwig Graßler, deutscher Bergwanderer (* 1925)
- 22. August: Tom Nissalke, US-amerikanischer Basketballtrainer (* 1932)
- 23. August: Eberhard Taubert, deutscher Fußballspieler (* 1936)
- 23. August: Egon Zimmermann, österreichischer Skirennläufer (* 1939)
- 24. August: Tesfaye Gebreyesus, äthiopisch-eritreischer Fußballschiedsrichter und -funktionär (* 1935)
- 24. August: Bernard Monnereau, französischer Ruderer (* 1935)

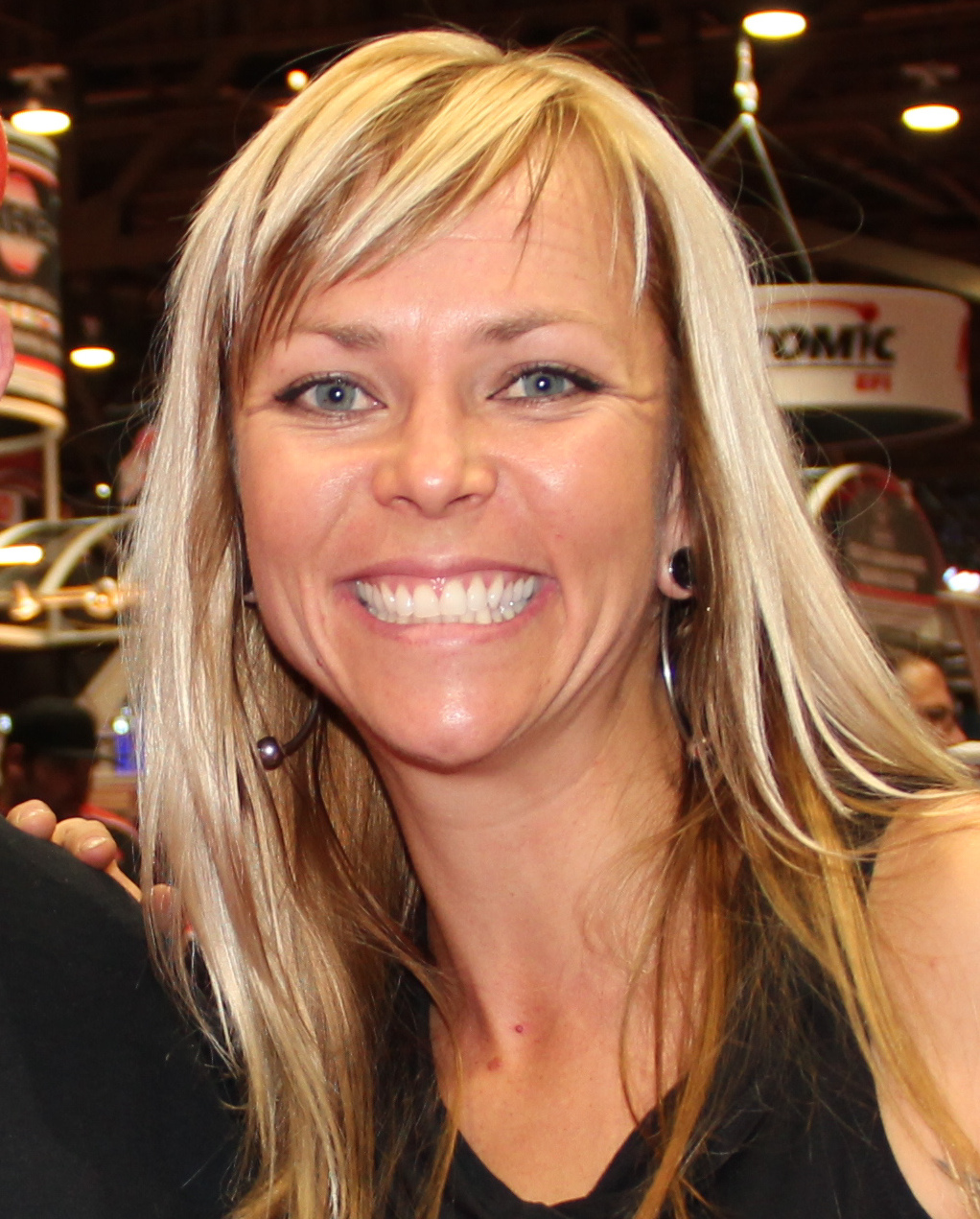
Jessi Combs

- 27. August: Jessi Combs, US-amerikanische Automobilrennfahrerin (* 1980)
- 28. August: Nicolás Leoz, paraguayischer Fußballfunktionär (* 1928)
- 28. August: Tom O’Hara, US-amerikanischer Mittelstreckenläufer (* 1942)
- 29. August: Juhani Kärkinen, finnischer Skispringer (* 1935)
- 29. August: Jim Langer, US-amerikanischer American-Football-Spieler (* 1948)
- 31. August: Anthoine Hubert, französischer Automobilrennfahrer (* 1996)

### September
- 01. September: Albert Fritz, deutscher Radrennfahrer (* 1947)
- 02. September: Atli Eðvaldsson, isländischer Fußballspieler und -trainer (* 1957)
- 02. September: Gyōji Matsumoto, japanischer Fußballspieler und -trainer (* 1934)
- 02. September: Rainer Pethran, deutscher Basketballspieler (* 1950)
- 03. September: Halvard Hanevold, norwegischer Biathlet (* 1969)
- 04. September: Pál Berendi, ungarischer Fußballspieler (* 1932)
- 04. September: Tevfik Kış, türkischer Ringer (* 1934)
- 04. September: Felipe Ruvalcaba, mexikanischer Fußballspieler (* 1941)
- 04. September: Nenad Šulava, kroatischer Schachspieler (* 1962)
- 05. September: Akitsugu Konno, japanischer Skispringer (* 1944)
- 05. September: Bob Rule, US-amerikanischer Basketballspieler (* 1944)
- 06. September: Chris Duncan, US-amerikanischer Baseballspieler (* 1981)
- 06. September: José Moreno, dominikanischer Baseballspieler (* 1957)

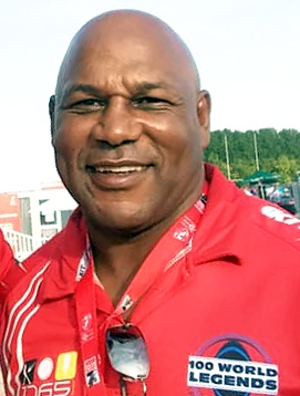
Chester Mornay Williams

- 06. September: Chester Mornay Williams, südafrikanischer Rugby-Union-Spieler und -Trainer (* 1970)
- 08. September: Paul Lyons, australischer Taekwondoin (* 1969)
- 08. September: Carlos Squeo, argentinischer Fußballspieler (* 1948)
- 09. September: Brian Barnes, englischer Golfspieler (* 1945)
- 09. September: Dulce García, kubanische Speerwerferin und Leichtathletiktrainerin (* 1965)
- 12. September: Johann Cichy, deutscher Fußballspieler (* 1932)
- 13. September: Bruno Grandi, italienischer Sportfunktionär (* 1934)
- 13. September: Rudi Gutendorf, deutscher Fußballspieler und -trainer (* 1926)
- 15. September: Marion Dietrich, deutsche Kraftsportlerin (* 1954)
- 15. September: Johann Pollak, österreichischer Judoka (* 1948)
- 15. September: Mike Stefanik, US-amerikanischer Automobilrennfahrer (* 1958)
- 16. September: Davo Karničar, slowenischer Bergsteiger, Extremskifahrer und Skilehrer (* 1962)
- 18. September: Mario Castillejos, mexikanischer Sportjournalist (* 1959)
- 18. September: Kelvin Maynard, niederländischer Fußballspieler (* 1987)
- 18. September: Fernando Ricksen, niederländischer Fußballspieler (* 1976)
- 20. September: Rick Bognar, kanadischer Wrestler (* 1970)
- 20. September: Howard Cassady, US-amerikanischer American-Football-Spieler (* 1934)
- 21. September: Gerhard Auer, deutscher Ruderer (* 1943)
- 22. September: Iwan Kisimow, russischer Dressurreiter (* 1928)
- 23. September: Andre Emmett, US-amerikanischer Basketballspieler (* 1982)
- 23. September: Joseph Peter Wilson, US-amerikanischer Bobsportler, Skilangläufer und Sportfunktionär (* 1935)
- 25. September: Heliodoro Castaño Pedrosa, spanischer Fußballspieler (* 1933)
- 25. September: Katy Collins, US-amerikanische Mixed-Martial-Arts-Kämpferin (* 1987)
- 25. September: John McAdorey, irischer Sprinter (* 1974)
- 25. September: Fred Radig, deutscher Handballspieler (* 1965)
- 26. September: Giovanni Bramucci, italienischer Straßenradrennfahrer (* 1946)
- 29. September: Günter Jansen, deutscher Fußballspieler (* 1932)
- 29. September: Paavo Korhonen, finnischer Nordischer Kombinierer (* 1928)
- 29. September: Hubert Makel, deutscher Fußballspieler (* 1945)

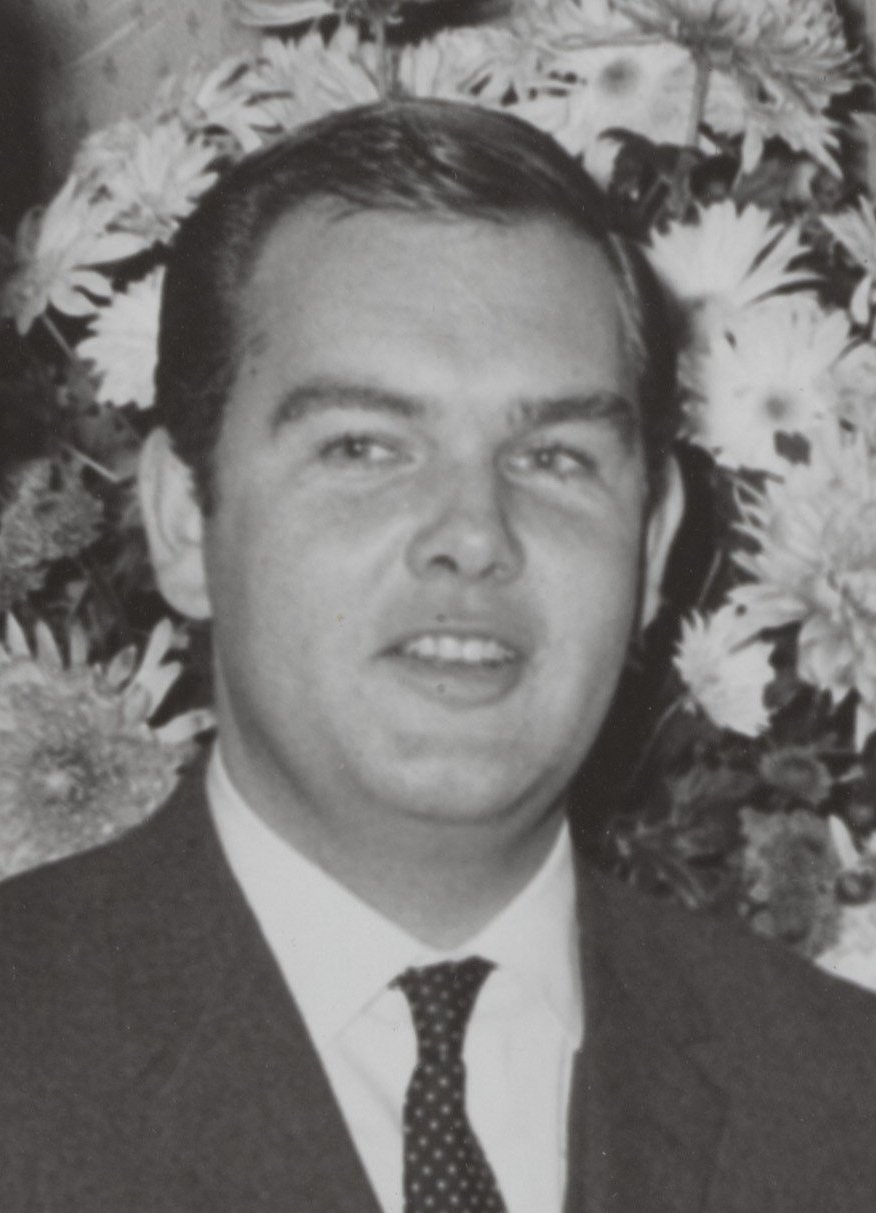
Ben Pon junior

- 30. September: Ben Pon junior, niederländischer Automobilrennfahrer und Sportschütze (* 1936)
- 00. September: Blanca Fernández Ochoa, spanische Skirennläuferin (* 1963)

### Oktober
- 01. Oktober: Markus Feierabend, deutscher Eishockeyspieler (* 1975)
- 01. Oktober: Mikayla Martin, kanadische Freestyle-Skifahrerin (* 1997)
- 01. Oktober: Wolfgang Perner, österreichischer Biathlet (* 1967)
- 02. Oktober: Bill Bidwill, US-amerikanischer American-Football-Funktionär (* 1931)
- 02. Oktober: Stan Hill, neuseeländischer Rugby-Union-Spieler (* 1927)
- 02. Oktober: Isaac Promise, nigerianischer Fußballspieler (* 1987)
- 02. Oktober: Hanno Selg, estnischer Moderner Fünfkämpfer (* 1932)
- 03. Oktober: Márta Balogh, ungarische Handballspielerin (* 1943)
- 03. Oktober: Dieter Salevsky, deutscher Endurosportler (* 1944)
- 04. Oktober: Michail Birjukow, russischer Tennisspieler (* 1992)
- 04. Oktober: Enno Röder, deutscher Skilangläufer (* 1935)
- 05. Oktober: Franz Fliege, deutscher Fußballspieler (* 1936)
- 05. Oktober: David Greaves, englischer Snookerspieler (* 1946)
- 05. Oktober: Blaine Lindgren, US-amerikanischer Hürdenläufer (* 1939)
- 06. Oktober: Andy Etchebarren, US-amerikanischer Baseballspieler (* 1943)
- 06. Oktober: Florian Janny, österreichischer Eishockeyspieler (* 1994)
- 06. Oktober: Masaichi Kaneda, japanischer Baseballspieler (* 1933)
- 06. Oktober: Martin Lauer, deutscher Zehnkämpfer und Hürdenläufer (* 1937)
- 07. Oktober: Ed Kalafat, US-amerikanischer Basketballspieler (* 1932)
- 07. Oktober: Jari Laukkanen, finnischer Skilangläufer (* 1962)
- 09. Oktober: Andrés Gimeno, spanischer Tennisspieler (* 1937)
- 09. Oktober: Erling Steineide, norwegischer Skilangläufer (* 1938)

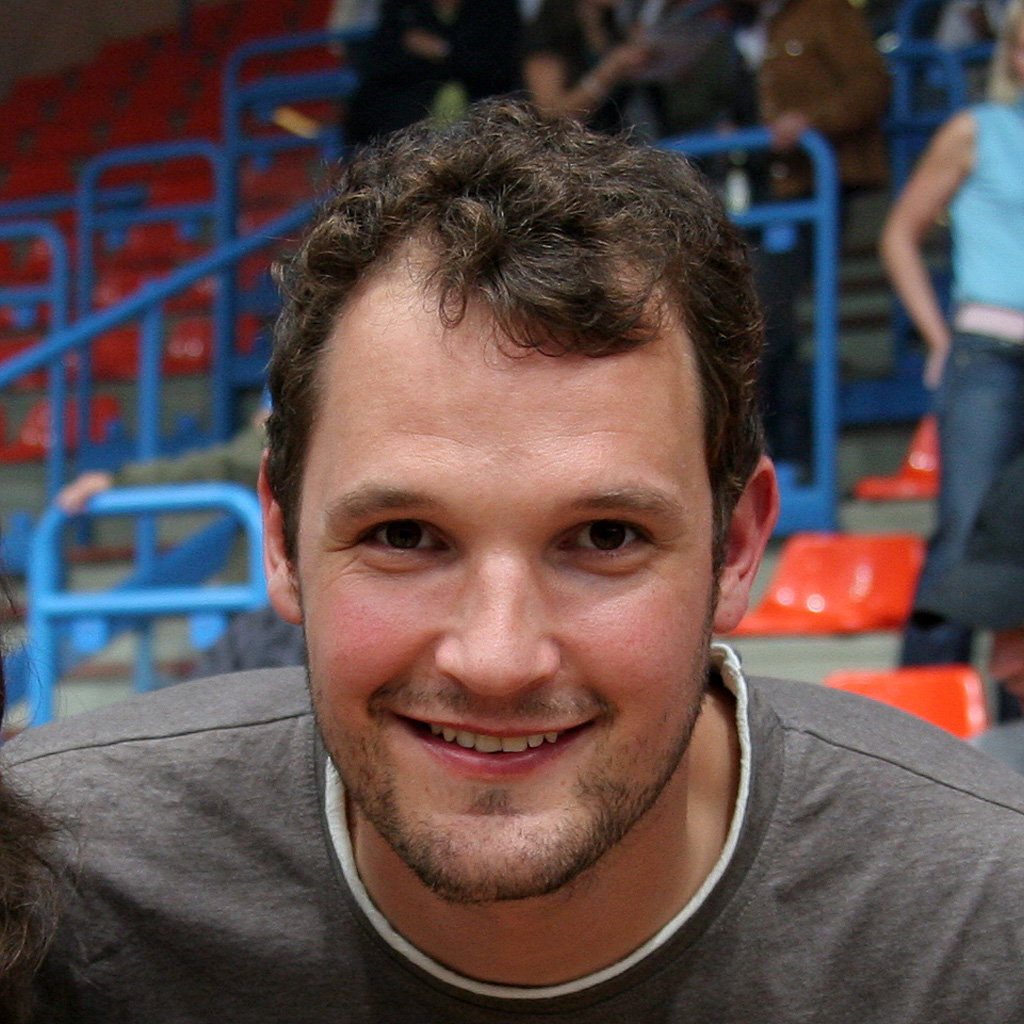
Jens Tiedtke

- 09. Oktober: Jens Tiedtke, deutscher Handballspieler (* 1979)
- 10. Oktober: Ugo Colombo, italienischer Straßenradrennfahrer und Radsportfunktionär (* 1940)
- 10. Oktober: Dolo Mistone, italienischer Fußballspieler (* 1936)
- 10. Oktober: Hartmut Thaßler, deutscher Automobilrennfahrer und Rennwagenkonstrukteur (* 1941)
- 11. Oktober: Heather Robson, neuseeländische Tennis- und Badmintonspielerin (* 1928)
- 12. Oktober: Nanni Galli, italienischer Automobilrennfahrer (* 1940)
- 14. Oktober: Danny Grant, kanadischer Eishockeyspieler und -trainer (* 1946)
- 14. Oktober: Dieter Kohnle, deutscher Fußballspieler (* 1957)
- 14. Oktober: Heidi Menacher, deutsche Badmintonspielerin (* 1941)
- 15. Oktober: Wim Hospelt, deutscher Eishockeyspieler (* 1951)
- 15. Oktober: Song Soon-chun, südkoreanischer Boxer (* 1934)
- 16. Oktober: Patrick Day, US-amerikanischer Boxer (* 1992)
- 16. Oktober: Han Aiping, chinesische Badmintonspielerin (* 1962)
- 16. Oktober: Horst Hilpert, deutscher Fußballfunktionär (* 1936)
- 16. Oktober: Andrei Smirnow, russischer Schwimmer (* 1957)
- 18. Oktober: Rui Jordão, portugiesischer Fußballspieler (* 1952)
- 18. Oktober: Klaus Peschel, deutscher Fußballschiedsrichter (* 1941)
- 19. Oktober: Alexander Wolkow, russischer Tennisspieler (* 1967)
- 21. Oktober: Dirk Pauling, deutscher Handballspieler und -trainer (* 1968)
- 22. Oktober: Willie Brown, US-amerikanischer American-Football-Spieler und -Trainer (* 1940)
- 22. Oktober: Albin Pötzsch, deutscher Schachjournalist (* 1935)
- 22. Oktober: Marieke Vervoort, belgische Rollstuhlleichtathletin (* 1979)
- 22. Oktober: Therese Zenz, deutsche Kanutin (* 1932)
- 23. Oktober: Hans Freistadt, deutscher Boxer (* 1945)
- 23. Oktober: Bernie Parrish, US-amerikanischer American-Football-Spieler (* 1936)
- 25. Oktober: Renzo Burini, italienischer Fußballspieler (* 1927)
- 26. Oktober: Enriqueta Basilio, mexikanische Sprinterin und Hürdenläuferin (* 1948)
- 26. Oktober: Karl Koller, österreichischer Skirennläufer und Skilehrer (* 1919)
- 27. Oktober: Rudolf Schels, deutscher Fußballfunktionär (* 1949)
- 27. Oktober: Xi Enting, chinesischer Tischtennisspieler (* 1946)
- 28. Oktober: Al Bianchi, US-amerikanischer Basketballspieler, -trainer, -funktionär und -scout (* 1932)
- 28. Oktober: Bert Mozley, englischer Fußballspieler (* 1923)
- 30. Oktober: Russell Brookes, britischer Automobilrennfahrer (* 1945)
- 30. Oktober: Ron Fairly, US-amerikanischer Baseballspieler und Sportkommentator (* 1938)
- 30. Oktober: Jim Gregory, kanadischer Eishockeytrainer und -funktionär (* 1935)
- 31. Oktober: Tarania Clarke, jamaikanische Fußballspielerin (* 1999)

### November
- 01. November: Diana González Barrera, mexikanische Fußballspielerin (* 1993)
- 02. November: Norbert Eder, deutscher Fußballspieler (* 1955)
- 02. November: Sigvard Ericsson, schwedischer Eisschnellläufer (* 1930)
- 02. November: Dean Prentice, kanadischer Eishockeyspieler und -trainer (* 1932)
- 04. November: Jacques Dupont, französischer Radrennfahrer (* 1928)
- 04. November: Dmitri Wassilenko, russischer Turner (* 1975)
- 07. November: Heinz Höher, deutscher Fußballspieler und -trainer (* 1938)
- 07. November: Dirk Jung, deutscher Arzt und Taekwondo-Sportler (* 1956)
- 09. November: Alfred Borde, deutscher Sportwissenschaftler (* 1940)
- 09. November: George Breen, US-amerikanischer Schwimmer und Schwimmtrainer (* 1935)
- 09. November: Max Raub, österreichischer Kanute (* 1926)
- 10. November: István Szívós junior, ungarischer Wasserballspieler (* 1948)
- 12. November: Reinhard Haseldiek, deutscher Fußballspieler (* 1933)
- 12. November: Mitsuhisa Taguchi, japanischer Fußballspieler und -trainer (* 1955)
- 13. November: Kieran Modra, australischer Radsportler (* 1972)
- 13. November: Raymond Poulidor, französischer Radrennfahrer (* 1936)
- 14. November: Uwe Rathjen, deutscher Handballspieler (* 1943)
- 15. November: Harrison Dillard, US-amerikanischer Leichtathlet (* 1923)
- 15. November: Johan Wahjudi, indonesischer Badmintonspieler (* 1953)
- 17. November: Siegfried Kaiser, deutscher Fußballspieler (* 1926)
- 19. November: Dieter Greiner, deutscher Eishockeyspieler (* 1937)
- 19. November: Jusup Wilkosz, deutscher Bodybuilder (* 1948)
- 20. November: Jake Burton Carpenter, US-amerikanischer Snowboarder und Unternehmer (* 1954)
- 20. November: Zoltán Dömötör, ungarischer Schwimmer und Wasserballspieler (* 1935)
- 21. November: Karl Bierschel, deutscher Eishockeyspieler (* 1932)
- 22. November: Birgit Menz, deutsche Basketballspielerin (* 1967)
- 22. November: Max Müller, Schweizer Skilangläufer (* 1916)
- 23. November: Klaus Thiele, deutscher Fußballtorhüter (* 1934)
- 25. November: Nobuaki Kobayashi, japanischer Karambolagespieler (* 1942)
- 26. November: Köbi Kuhn, Schweizer Fußballspieler und -trainer (* 1943)
- 26. November: Ulrich Schulz, deutscher Fußballspieler und -trainer (* 1946)
- 27. November: Peter B. Schwarz, österreichischer Fußballspieler (* 1953)
- 28. November: Pim Verbeek, niederländischer Fußballspieler und -trainer (* 1956)
- 30. November: Petr Málek, tschechischer Sportschütze (* 1961)

### Dezember
- 01. Dezember: Miguelina Cobián, kubanische Leichtathletin (* 1941)
- 02. Dezember: Francesco Janich, italienischer Fußballspieler (* 1937)
- 03. Dezember: Hans-Dieter Krampe, deutscher Fußballspieler (* 1937)
- 07. Dezember: Ron Saunders, englischer Fußballspieler und -trainer (* 1932)
- 08. Dezember: Hirokazu Kanazawa, japanischer Karateka (* 1931)
- 09. Dezember: Detlef Pirsig, deutscher Fußballspieler und -trainer (* 1945)
- 12. Dezember: Jorge Hernández, kubanischer Boxer (* 1954)
- 12. Dezember: Peter Snell, neuseeländischer Leichtathlet (* 1938)
- 12. Dezember: Stig Sollander, schwedischer Skirennläufer (* 1926)
- 13. Dezember: Benur Paschajan, sowjetischer Ringer (* 1959)
- 14. Dezember: Doug Woog, US-amerikanischer Eishockeyspieler und -trainer (* 1944)
- 17. Dezember: Karin Balzer, deutsche Leichtathletin (* 1938)
- 17. Dezember: Bronco Horvath, kanadischer Eishockeyspieler (* 1930)
- 17. Dezember: Rudolf Spengler, deutscher Handballspieler und -trainer (* 1928)
- 20. Dezember: Eduard Krieger, österreichischer Fußballspieler (* 1946)
- 20. Dezember: Roland Matthes, deutscher Schwimmer (* 1950)
- 21. Dezember: Keigo Abe, japanischer Karateka (* 1938)
- 21. Dezember: Martin Peters, englischer Fußballspieler (* 1943)
- 22. Dezember: Fritz Künzli, Schweizer Fußballspieler (* 1946)
- 22. Dezember: Gary Talbot, englischer Fußballspieler (* 1937)
- 22. Dezember: Jürgen Zander, deutscher Sportfunktionär und Sporthistoriker (* 1934)
- 23. Dezember: Hans Krämer, deutscher Fußballspieler (* 1929)
- 24. Dezember: Giacomo Bazzan, italienischer Radrennfahrer (* 1950)
- 24. Dezember: Walter Horak, österreichischer Fußballspieler (* 1931)
- 26. Dezember: Hans-Jörg Criens, deutscher Fußballspieler (* 1960)
- 27. Dezember: Wolfgang Sühnholz, deutschamerikanischer Fußballspieler und -trainer (* 1946)
- 28. Dezember: Dieter Altenburg, deutscher Rudertrainer (* 1942)
- 30. Dezember: Carl-Heinz Rühl, deutscher Fußballspieler, -trainer und -manager (* 1939)
- 30. Dezember: Peter Seifert, deutscher Langstreckenläufer (* 1983)